# Waddesdon Bequest

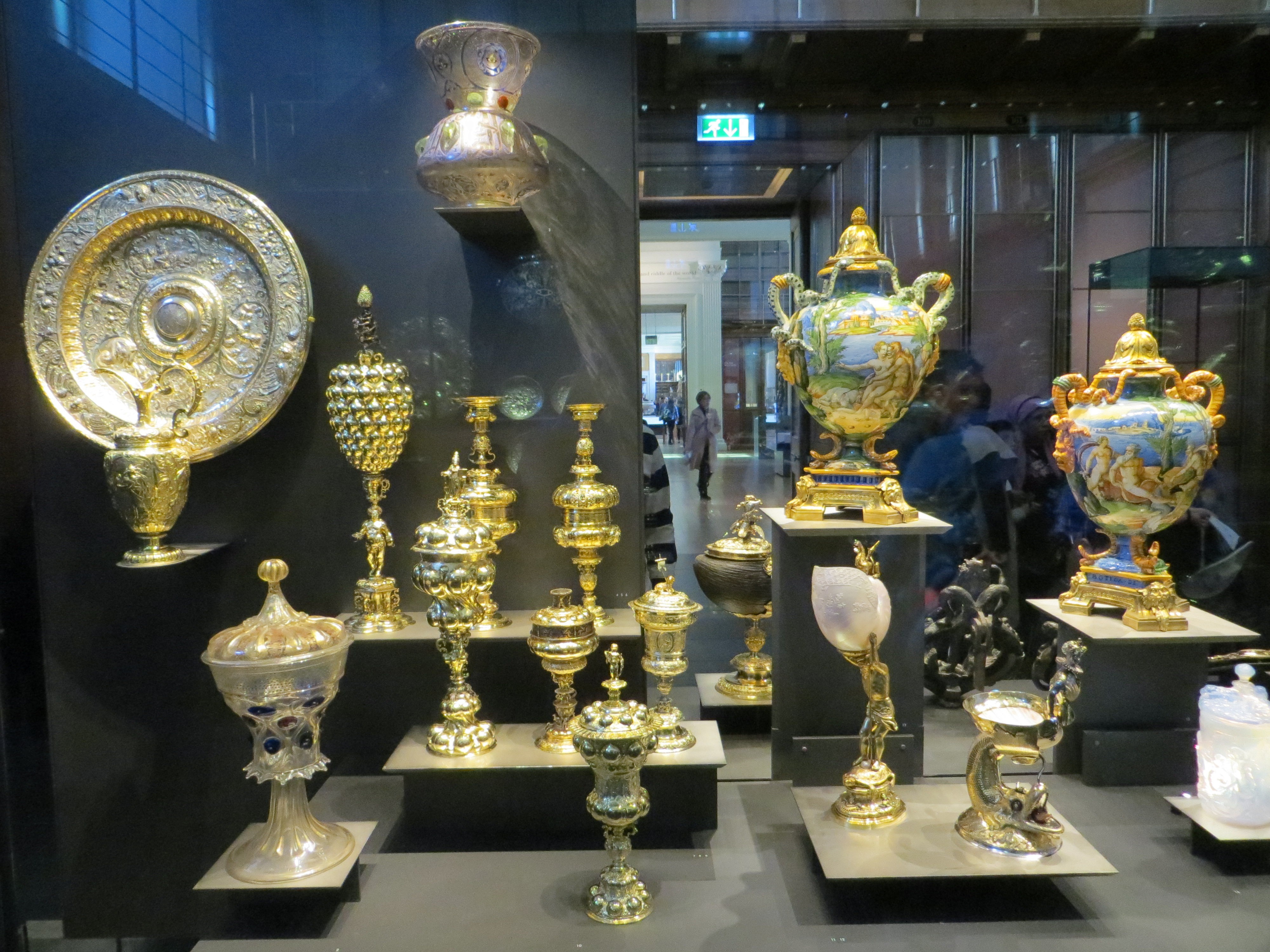
La nuova mostra del 2015, con pezzi in metallo del Rinascimento, gran parte in argento dorato, e maiolica

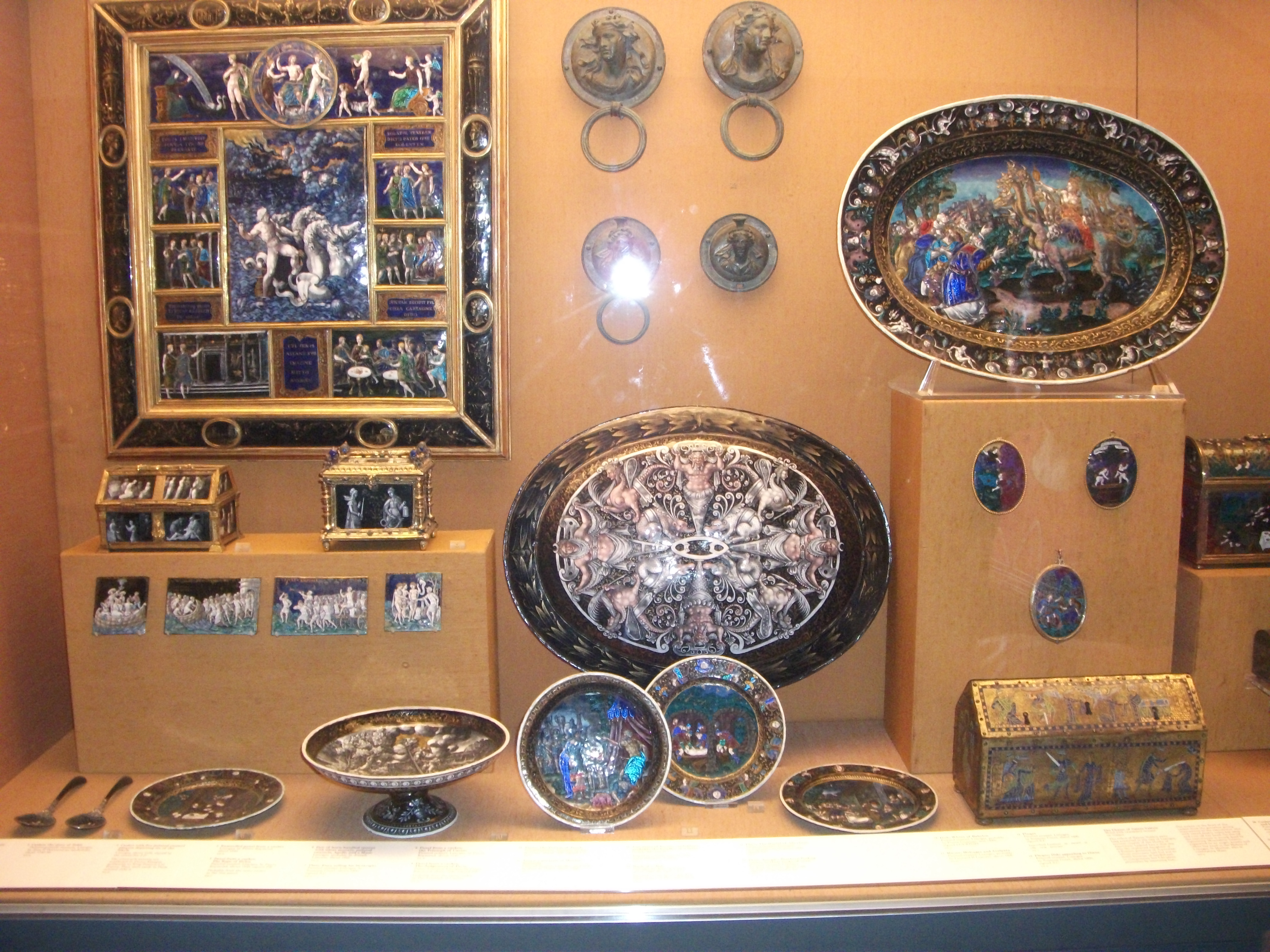
Mostra del 2014, per la maggior parte smalti del Rinascimento, ma comprendente antiche maniglie e il reliquiario di Santa Valerie

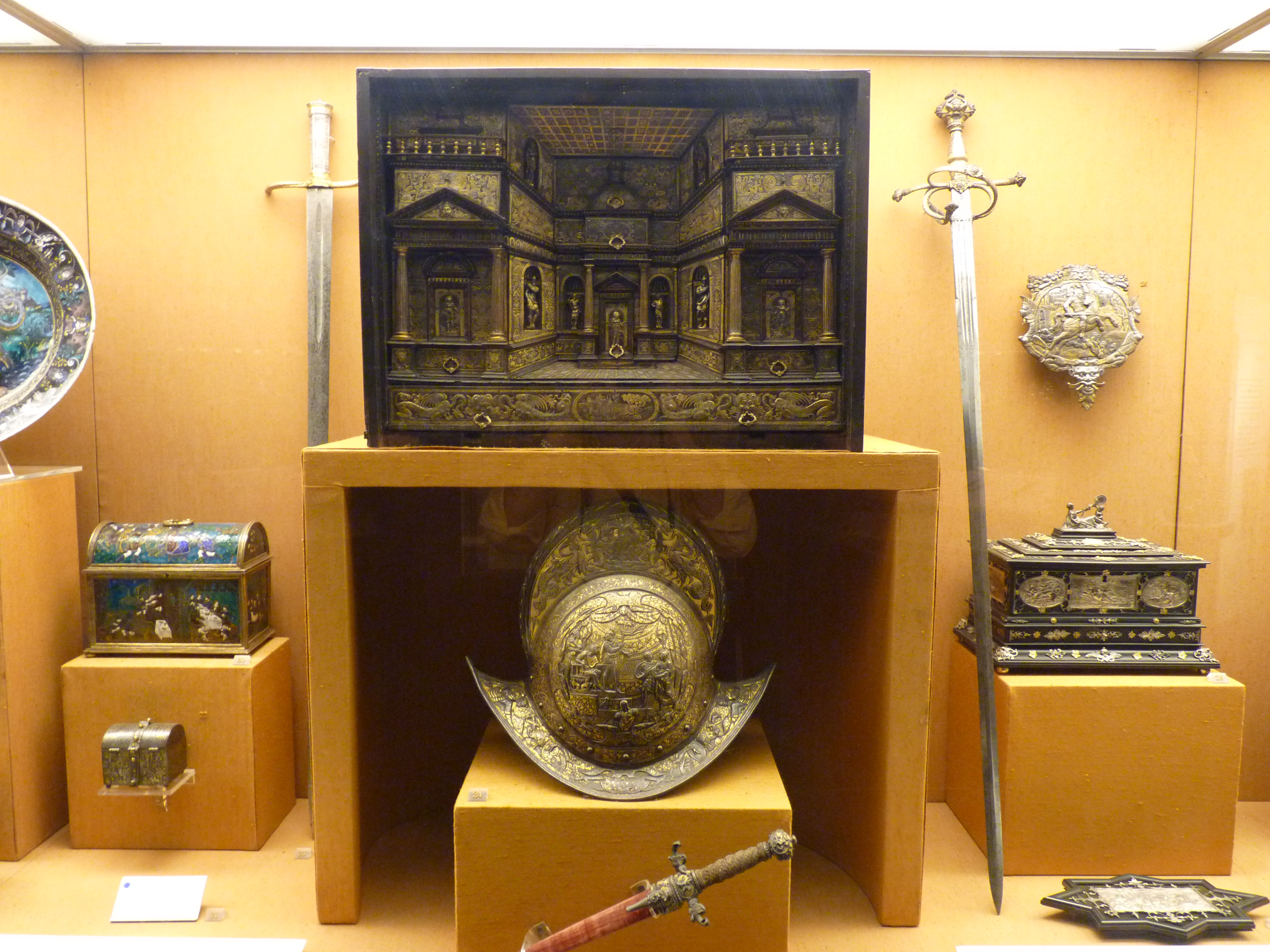
Altra esposizione nella sala 45, per la maggior parte oggetti in ferro e smalti di Limoges

La Waddesdon Bequest è una collezione d'arte che nel 1898, il barone Ferdinand Rothschild lasciò in eredità al British Museum. Era il contenuto della sua sala da fumo al Waddesdon Manor. Consisteva in una vasta collezione di quasi 300 oggetti d'arte et de vertu che comprendevano squisiti esempi di gioielli, lastre, smalti, intagli, vetro e maiolica. Il pezzo più prezioso è l'eccezionale Reliquiario della Sacra Spina, probabilmente creato nel 1390 a Parigi per Giovanni di Valois. La collezione è nella tradizione di una schatzkammer  o di una stanza del tesoro come quelle formate dai principi europei del Rinascimento.. La maggior parte degli oggetti proviene dall'Europa del tardo Rinascimento, anche se ci sono diversi pezzi medievali importanti, e altri oggetti dell'antichità classica e della Siria medievale.
Secondo la sequenza dei numeri di catalogo del museo e assegnando il primo numero ad ogni categoria, il lascito consiste in: "bronzis", maniglie e un batacchio (WB.1); armi, armature e lavori in ferro (WB.5); smalti (WB.19); vetri (WB.53); maiolica italiana (WB.60); "tazze e altro vasellame in oro e pietra dura" (WB.66); pezzi argentati (WB.87); gioielleria (WB.147); coltelleria (WB.201); cofanetti e altro ancora (WB.217); sculture in legno e pietra (WB.231–265). Non esiste un gruppo per i dipinti e WB.174, ritratto in miniatura su pergamena in una cornice di legno, è incluso tra i gioielli, anche se questo è dovuto al fatto che il soggetto indossa un ciondolo della collezione.
La collezione venne assemblata per un luogo particolare e per riflettere un'estetica particolare. Altre parti della collezione di Ferdinand Rothschild contengono oggetti in stili molto diversi, e il Bequest non dovrebbe essere considerato riflettere la totalità del suo gusto. Qui ciò che più attraeva Ferdinand Rothschild erano le opere intricate, superbamente eseguite, altamente decorate e piuttosto ostentate dei periodi del tardo gotico, del rinascimento e del manierismo. Pochi degli oggetti si potrebbe dire che facciano affidamento sulla loro semplicità o movimento scultoreo Barocco per il loro effetto, anche se molti provengono da periodi e luoghi in cui era stata creata molta opera barocca.  Una nuova mostra della collezione, che per i termini del lascito deve essere conservata ed esposta nel suo complesso, è stata inaugurata l'11 giugno 2015.

## Storia
La collezione venne iniziata dal padre del barone Ferdinand, Barone Anselm von Rothschild (1803-1874), e potrebbe includere alcuni oggetti di precedenti collezioni della famiglia Rothschild. Per Mayer Amschel Rothschild (1744-1812) di Francoforte sul Meno, che iniziò il primato della famiglia, la sua attività in monete, "oggetti d'antiquariato, medaglie e oggetti di esposizione" ha preceduto e finanziato le sue attività bancarie e la maggior parte dei Rothschild continuarono a collezionare opere d'arte.

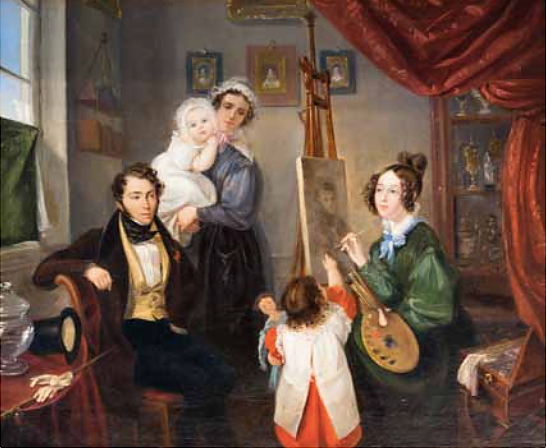
Autoritrtto con la sua famiglia di Charlotte Nathan Rothschild, madre del barone Ferdinand, 1838. Parte della collezione del barone Anselm è visibile dietro di lei.

Almeno uno degli oggetti ora al British Museum può essere visto in un armadietto sullo sfondo di un ritratto di famiglia del 1838 (a sinistra), l'anno prima della nascita di Ferdinando. Nelle sue Reminiscences Ferdinand ha ricordato la sua eccitazione di bambino quando gli fu permesso di aiutare ad avvolgere e scartare la collezione di suo padre, che passava le estati in una camera blindata quando la famiglia lasciava Vienna per una villa di campagna.
Il periodo dopo la rivoluzione francese e le guerre napoleoniche offrì enormi opportunità ai collezionisti delle arti decorative dei periodi medievale e rinascimentale. Queste categorie erano valutate molto poco dal mercato dell'arte in generale e la produzione di metalli veniva abitualmente venduta solo per il suo valore del materiale. Alcuni degli oggetti più antichi in metallo prezioso nella collezione potrebbero essere stati ricevuti dalla famiglia come parte di transazioni bancarie. La proprietà di tali pezzi era sempre stata, in parte, un modo per ottenere un certo utilizzo dal capitale. Ferdinand registra diverse lamentele sul fatto che suo padre non abbia fatto più uso delle sue opportunità, ma negli ultimi anni Anselm iniziò ad ampliare la propria gamma di collezionismo, e fu lui a comprare sia il reliquiario di Thorn che il Ghisi Shield. Questa epoca d'oro per i collezionisti era già passata quando Ferdinando ereditò la sua parte della collezione di suo padre nel 1874, che fu anche l'anno in cui acquistò la tenuta di Waddesdon e cominciò a costruirvi. Ferdinand continuò a espandere la collezione fino alla sua morte nel 1898, utilizzando principalmente rivenditori e ampliando la gamma di oggetti raccolti. In particolare ampliò a circa cinquanta la decina di pezzi di gioielleria presenti nella collezione di suo padre.

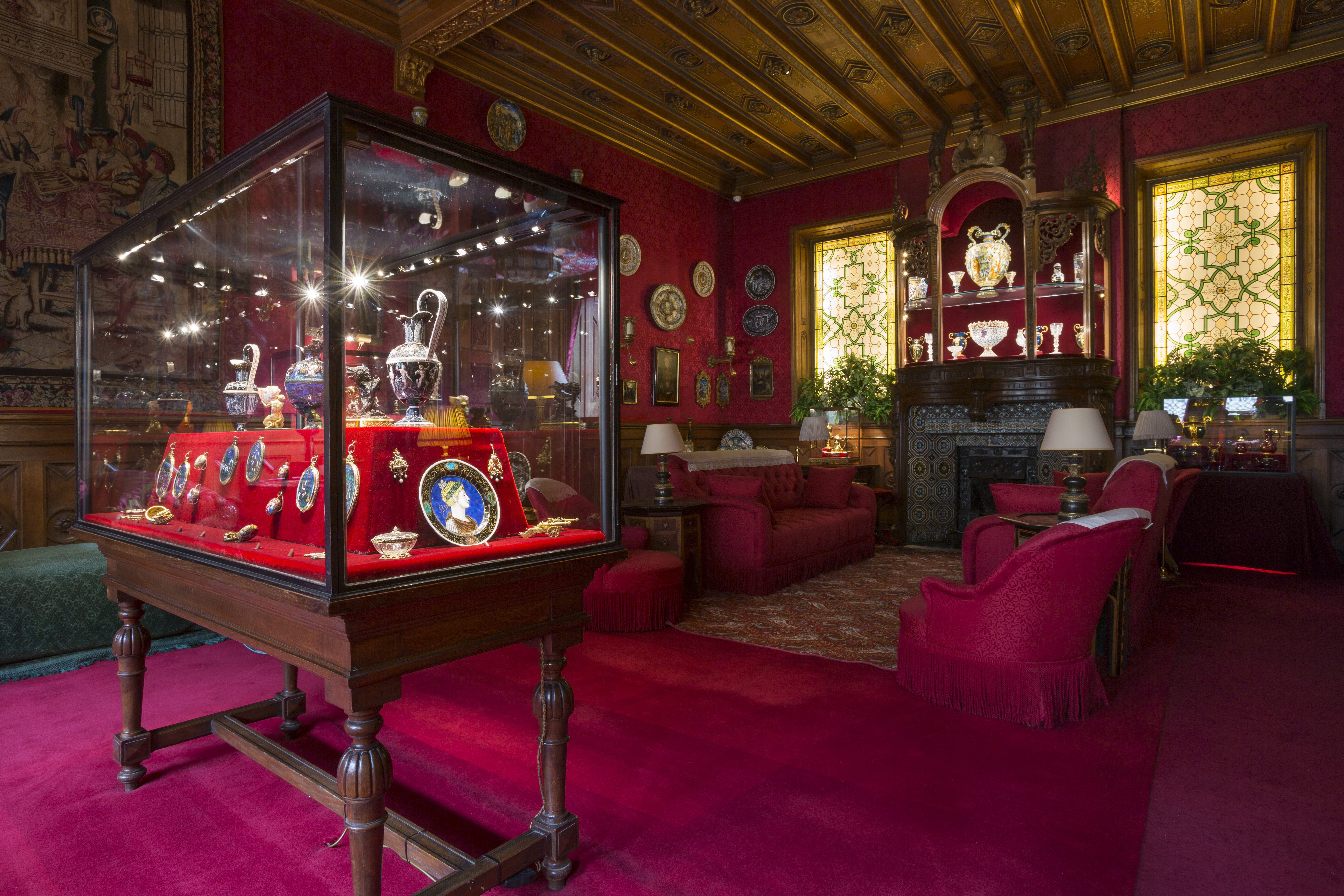
La sala da fumo al Waddesdon Manor, sede originaria della collezione.

La Nuova sala da fumo costruita per contenere la collezione fu progettata solo dal 1891 e la collezione fu trasferita lì all'inizio del 1896, meno di tre anni prima della morte di Ferdinando. Buone fotografie consentono di apprezzare il modo in cui gli oggetti erano esposti, in vetrine e scaffali aperti attorno alle pareti, sulle porte, e sopra il piccolo camino, elaborato camino in legno. Diversi oggetti, tra cui lo scrigno di Santa Valerie, erano sui tavoli lontani dalle pareti. I sedili comodi erano abbondanti, alcuni tappezzati con pezzi di paramenti medievali, e c'erano fotografie incorniciate e piante d'appartamento. La sala ora contiene oggetti dello stesso periodo anche se di tipi un po' diversi, e i visitatori di Waddesdon Manor possono vederla dalla porta.

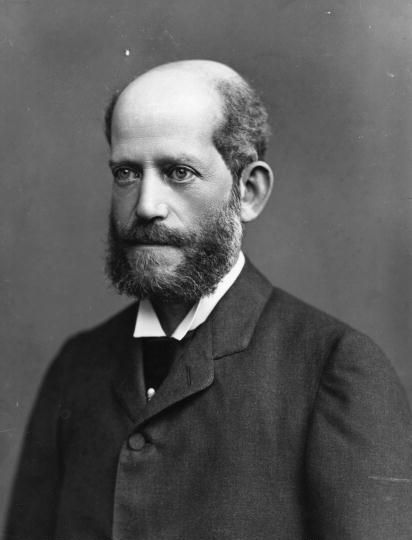
Il baron Ferdinand Rothschild MP, intorno al 1880

La sala, assieme a quella adiacente del biliardo, è l'unica nel Waddesdon Manor a seguire lo stile rinascimentale francese dell'esterno. Le altre stanze sono in stile largamente settecentesco e contengono una magnifica collezione di dipinti e mobili centrati su quel secolo. La segregazione della collezione faceva parte del concetto di ciò che è stato definito il "neo-Kunstkammer", adottato da alcuni altri collezionisti molto ricchi del periodo. La sala rinascimentale, in quella che oggi è la Wallace Collection, e la collezione di Sir Julius Wernher furono altri esempi creati in Inghilterra nello stesso periodo. La neo-Kunstkammer mirava ad emulare le collezioni formate durante il Rinascimento stesso, soprattutto da case principesche. Tra queste le eccezionali sopravvivenze furono le collezioni degli Asburgo di Vienna, Praga e di Ambras, così come i tesori del Grünes Gewölbe a Dresda, della Residenza di Monaco di Baviera e di Kassel. A differenza di quelle collezioni, gli oggetti contemporanei e recenti non erano stati inclusi.
Il barone Ferdinando era irrequieto e, per suo conto, infelice, poiché la sua vita fu rovinata dalla morte della moglie dopo aver dato alla luce il loro unico figlio, che era nato morto. Questo avvenne nel 1866. Successivamente visse con la sorella non sposata Alice. Oltre a occupare posizioni nella vita pubblica locale, MP per Aylesbury dal 1885 fino alla sua morte e dal 1896 un trustee del British Museum, probabilmente su richiesta di Sir Augustus Wollaston Franks.
Ferdinand riconobbe e accettò la deriva dell'arte di alta qualità nelle collezioni pubbliche, che era iniziata sul serio durante il suo periodo di collezionista. Mentre la maggior parte delle sue risorse e collezioni vennero lasciate a sua sorella Alice, la collezione che ora forma il Bequest e, separatamente, un gruppo di 15 manoscritti ora nella British Library, venne lasciate al British Museum. Aveva già donato alcuni oggetti significativi al museo nel corso della sua vita, che non sono conteggiati nel lascito.
Il lascito del barone Ferdinando era più specifico, e il mancato rispetto dei termini lo avrebbe reso nullo. Dichiarò che la raccolta doveva essere 
 Questi termini sono ancora oggi osservati e fino alla fine del 2014 la collezione è stata esposta nella sla piuttosto piccola 45, in una mostra aperta nel 1973. Nel 2015 la Bequest è stata spostata nella sala 2A, una nuova galleria più grande al piano terra, vicino all'ingresso principale di Museum Street. Fino a quando la ceramica cinese della Percival David Foundation) venne trasferita al British Museum, la Waddesdon Bequest fu l'unica collezione segregata in questo modo.

## Manufatti rinascimentali

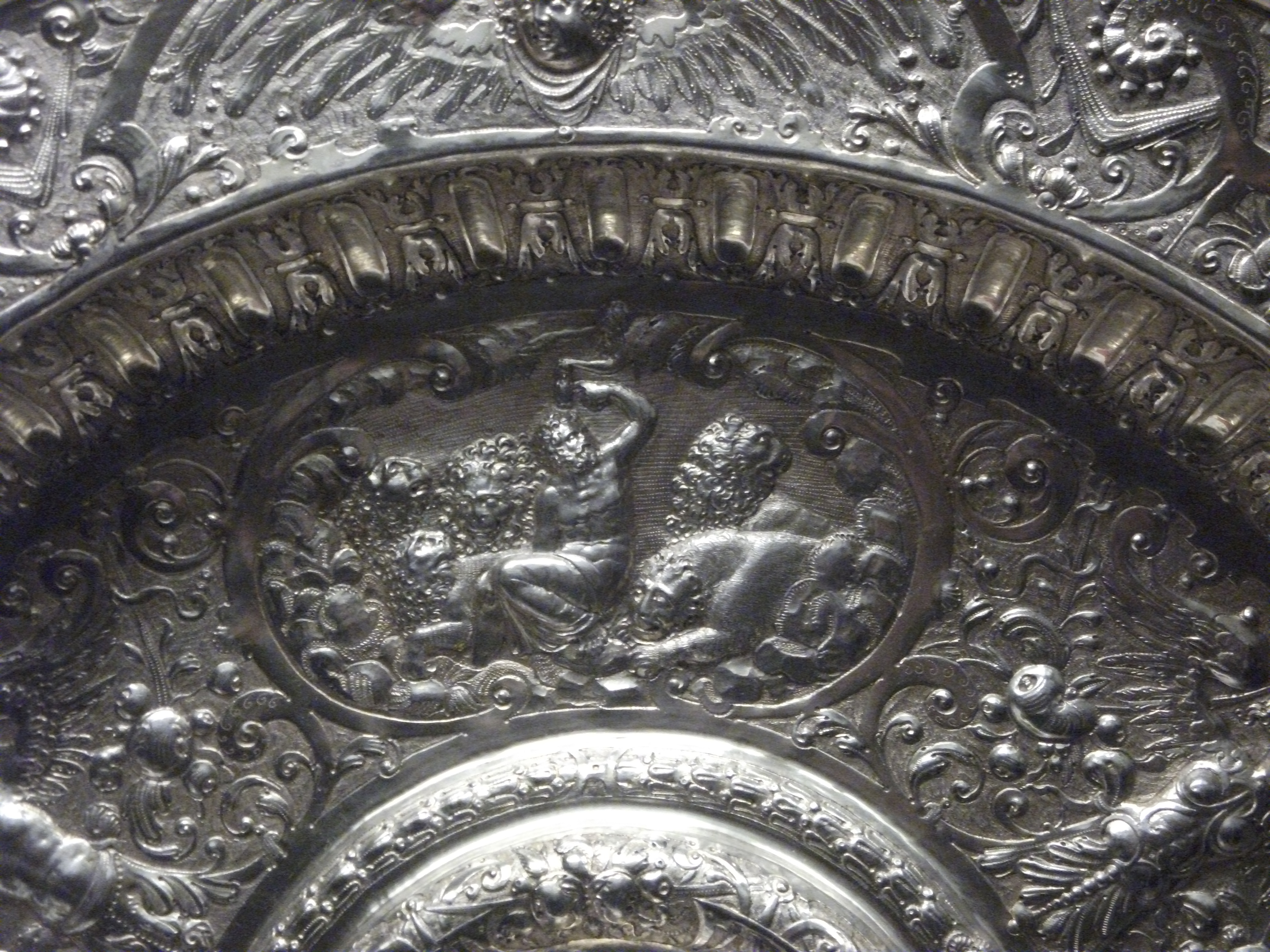
Dettaglio di un catino.

Gran parte della collezione è costituita da oggetti di lusso del XVI secolo. Grandi pezzi di metallo in argento o argento dorato fanno un'impressione immediata nella mostra, e vennero progettati per stupire e impressionare gli ospiti quando venivano usati a tavola o ammirati in file su una credenza con scaffali come una moderna libreria. Molti sono estremamente decorati con virtuosismi di tecnica orafa, troppo pesantemente per il gusto moderno convenzionale. Sono certamente oggetti opulenti progettati per mostrare la ricchezza del loro proprietario, e in molti casi progettati per essere apprezzati quando tenuti in mano, piuttosto che visti sotto vetro.
Ci sono un certo numero di tazze con coperchio, molte da Augusta e Norimberga. Erano usate per brindare con un ospite, o anche un regalo comune in politica e diplomazia, e dalle città ai visitatori illustri. La loro decorazione a volte rifletteva il gusto più recente, spesso attingendo a disegni fatti come stampe e diffusi in giro per l'Europa, ma spesso esisteva anche una usanza molto conservatrice degli stili tardogotici, che persistevano fino a diventare parte di un "Neugotico" (rinascita "neogotica") all'inizio del XVII secolo. L'oggetto più grande del lascito, con una connessione specificamente ebraica, è una coppa d'argento dorato creata a Norimberga intorno al 1600, ma nel 1740 appartenente ad una Società di sepoltura ebraica a Bratislava, con iscrizioni il lingua ebraica.

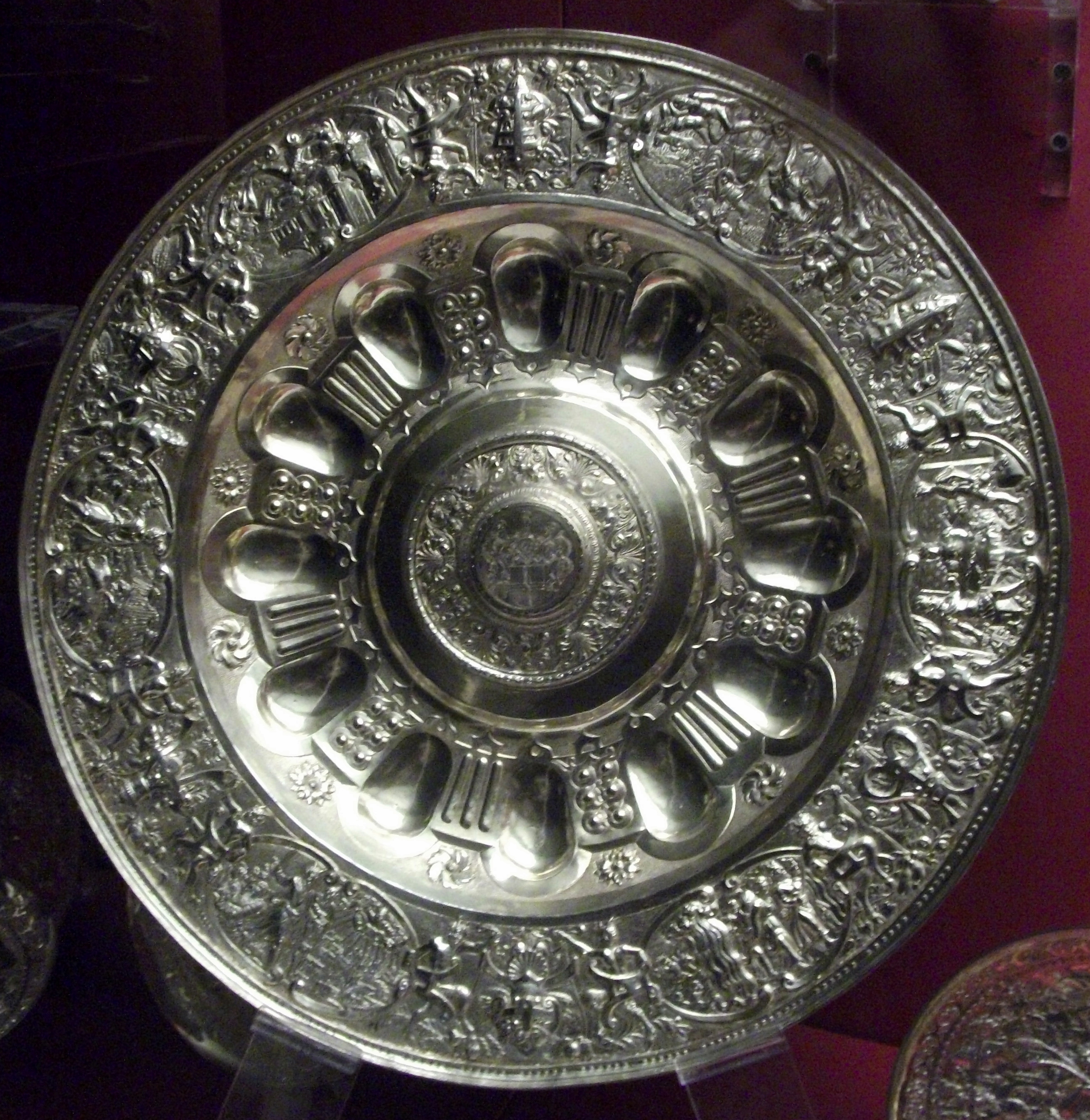
Il catino Aspremont-Lynden, Anversa, 1546–47

Oltre ai pezzi puramente in metallo, un certo numero è costituito da oggetti in pietra scolpita o di elementi organici come corna, conchiglie, gusci d'uovo di struzzo e semi di piante esotiche. Queste "curiosità" sono tipiche del gusto della rinascimentale "età della scoperta" e mostrano la "schatzkammer" e il gabinetto delle meraviglie che si sovrappongono. Una diversa forma di novità è rappresentata da un ornamento da tavolo con una figura di un cacciatore, con un cane, con un piede in argento dorato, che brandisce una lancia. C'è un orologio meccanico nella base che lo fa spostare lungo il tavolo, e la sua testa si solleva per mostrare una tazza. Ci sono figure separate di cinghiali e cervi che egli insegue, anche se non costituiscono un insieme.
Uno degli oggetti più importanti della collezione è il Ghisi Shield, un'armatura a piastre, mai intesa per l'uso in battaglia, realizzata da Giorgio Ghisi, che era sia un orafo che un importante stampatore. È firmato e datato 1554. Con un'impugnatura della spada datata 1570 e ora al Museo Nazionale Ungherese di Budapest, questa è l'unica opera in metallo [damascato] di Ghisi giunta ai nostri giorni. Lo scudo è in ferro martellato in rilievo, poi damascato con oro e parzialmente placcato in argento. Ha un disegno intricato con una scena di cavalieri combattenti al centro, all'interno di una cornice, attorno alla quale ci sono quattro ulteriori medaglioni contenenti figure femminili allegoriche, le stesse cornici che incorporano soggetti minuscoli e affollati su una scala molto più piccola dall'Iliade e dalla mitologia antica, intarsiate in oro.
Altri pezzi importanti sono un coordinato di una brocca e un catino, il quale, in questo contesto, è un grande piatto o un vassoio, che quando veniva usato era portato da coppie di servitori perché gli ospiti si lavassero le mani senza lasciare il tavolo. Tuttavia gli esemplari della collezione probabilmente non sono stati utilizzati quasi mai per quest'uso, ma destinati esclusivamente alla visualizzazione sui mobili. In genere i catini sono poco profondi per un uso reale. Questi erano forse la tipologia più grande di piatto, con grandi superfici in cui l'inventiva manierista poteva sbizzarrirsi nella decorazione. Erano molto costosi già a causa del peso del metallo prezioso, a veniva aggiunta un'enorme quantità di lavoro di esperti argentieri altamente qualificati. Il servizio Aspremont-Lynden è documentato presso questa famiglia dal 1610, circa 65 anni dopo che venne realizzato ad Anversa, e pesa poco meno di 5 chilogrammi.

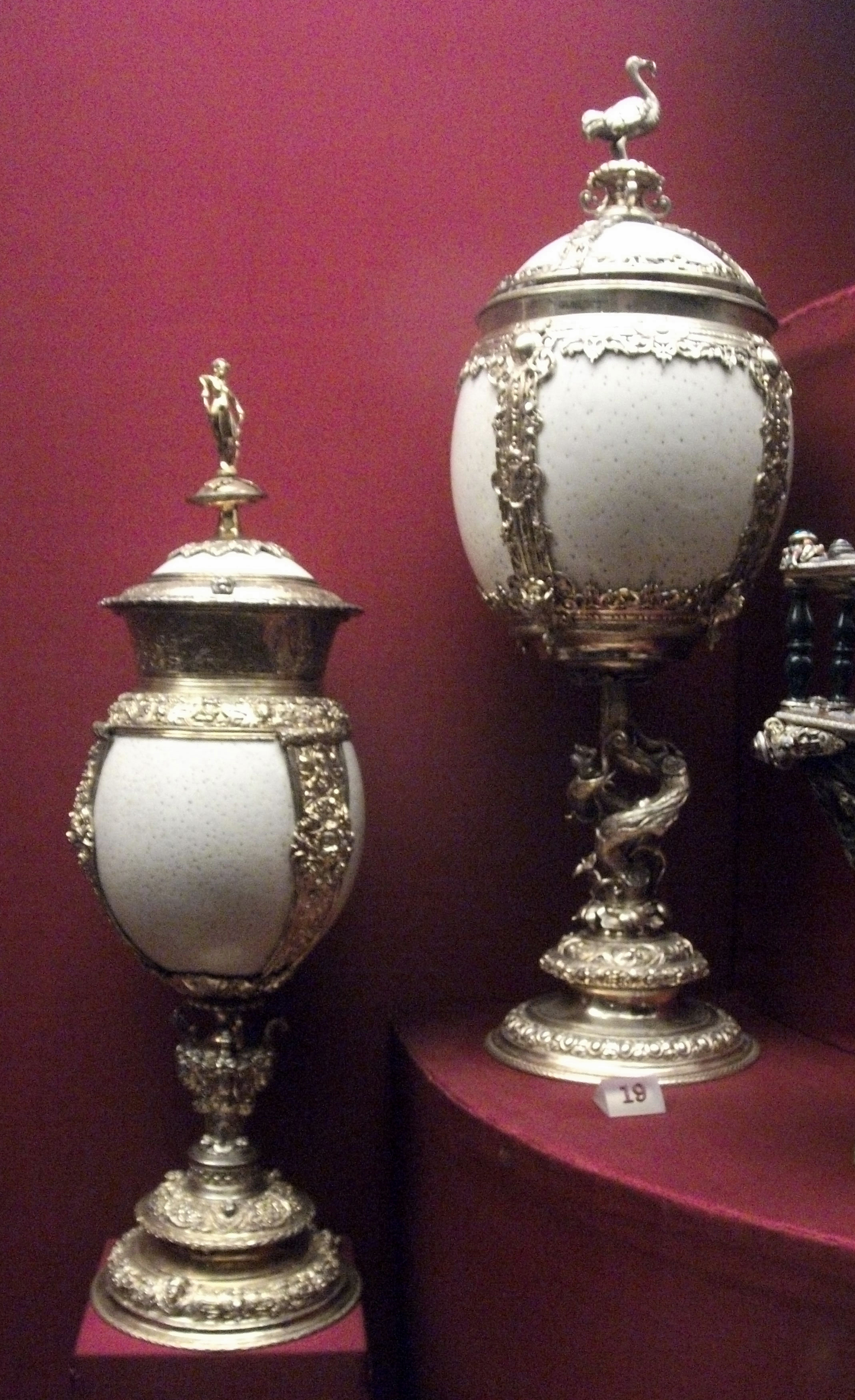
Due alti vasi coperti in uova di struzzo con montatura in argento dorato
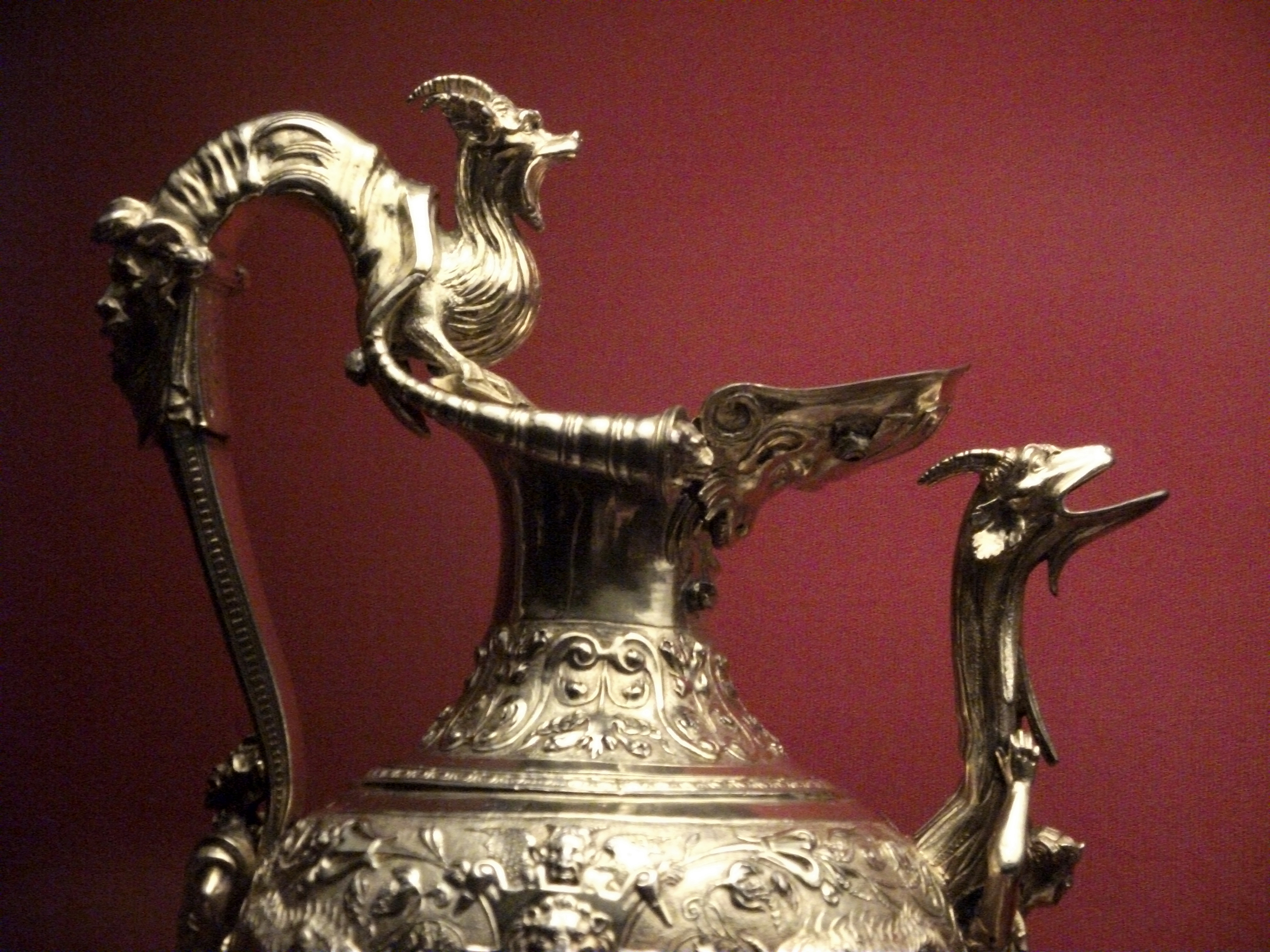
Parte superiore della brocca Aspremont-Lynden, WB.89, Anversa, metà del XVI secolo
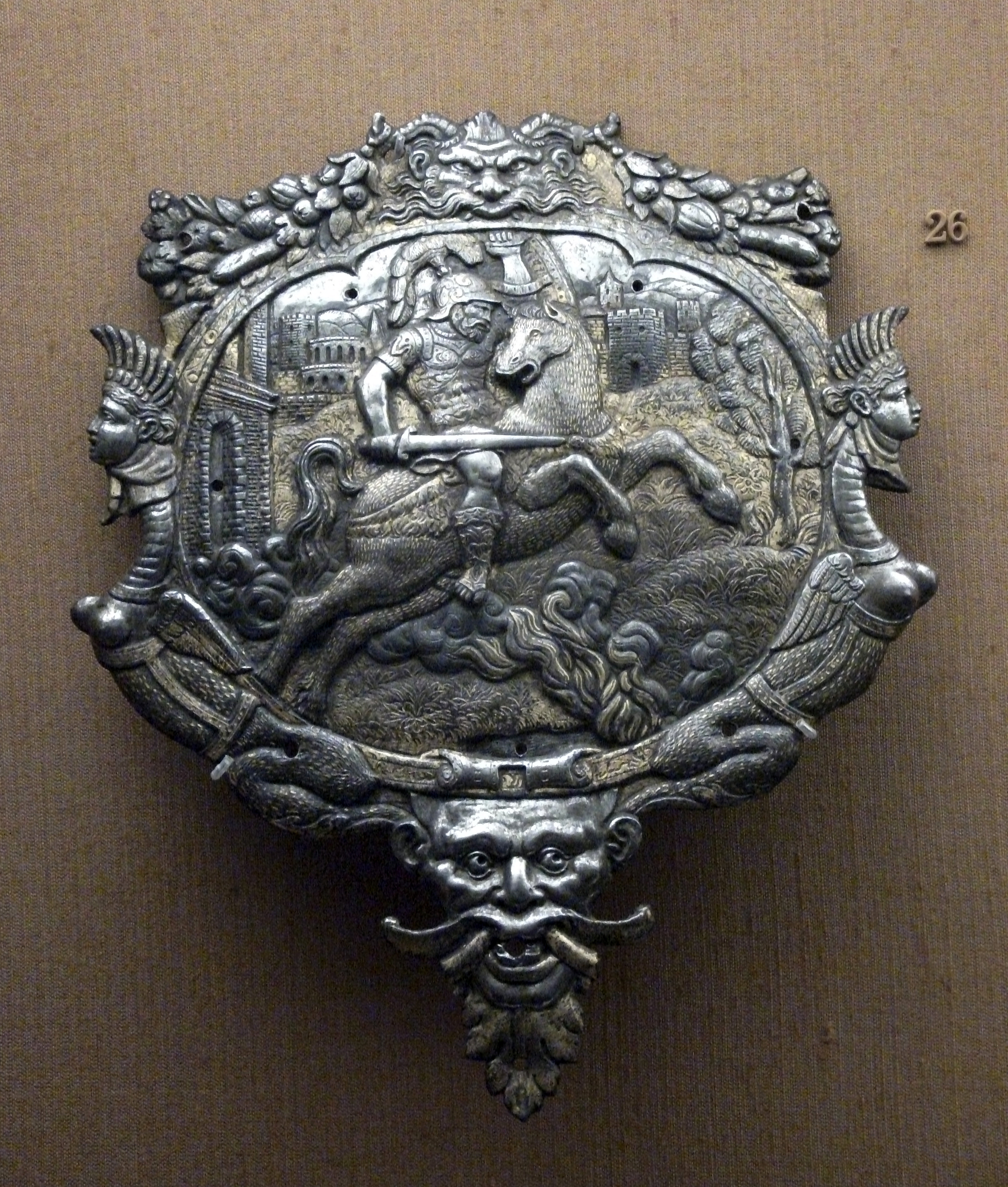
Placca in ferro damascato per una barda, rappresentante Marco Curzio, WB.15, Milan, 1560–70
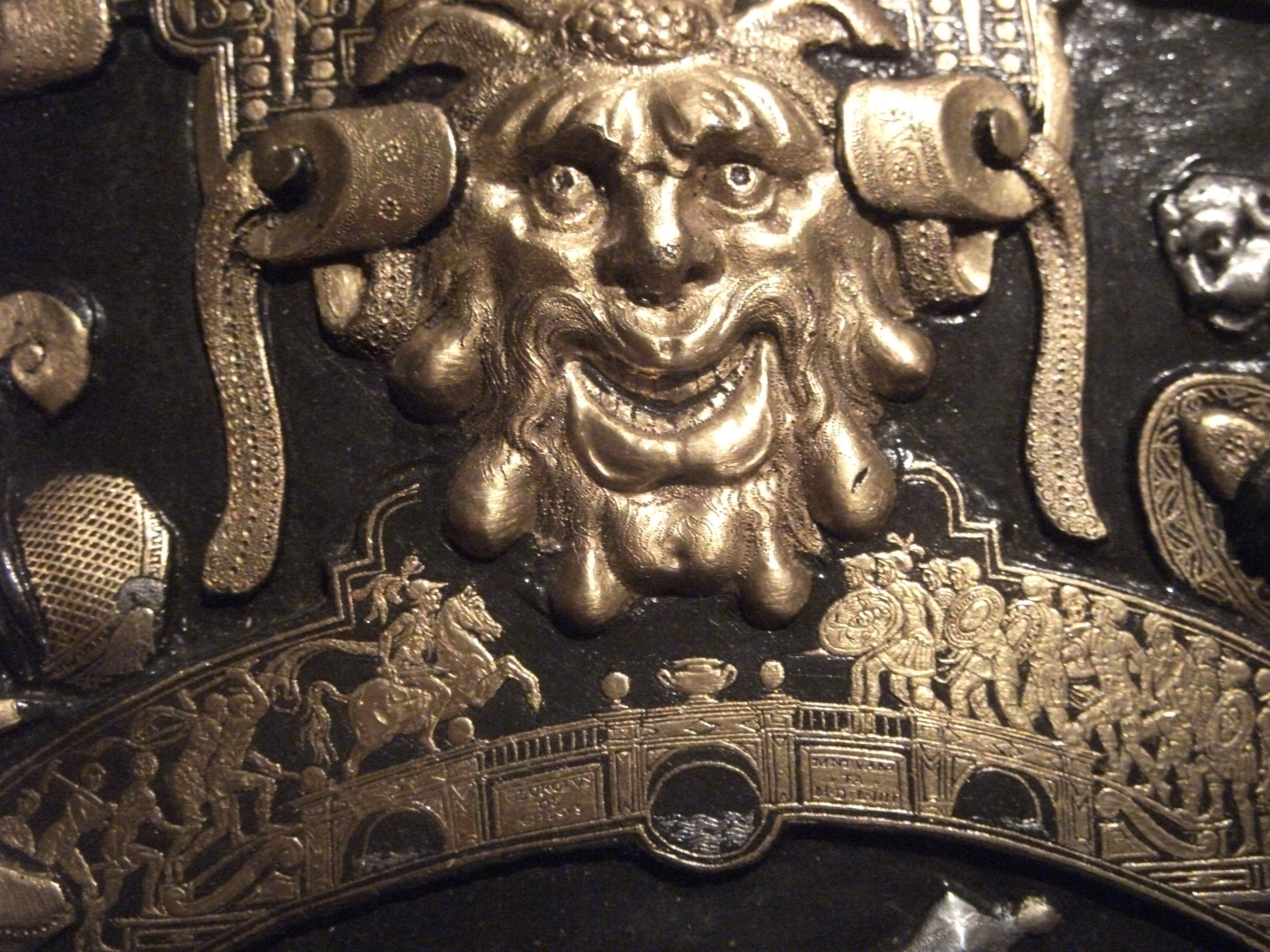
Dettaglio del Ghisi Shield; una testa grottesca su larga scala con Orazio Coclite al ponte in piccolo
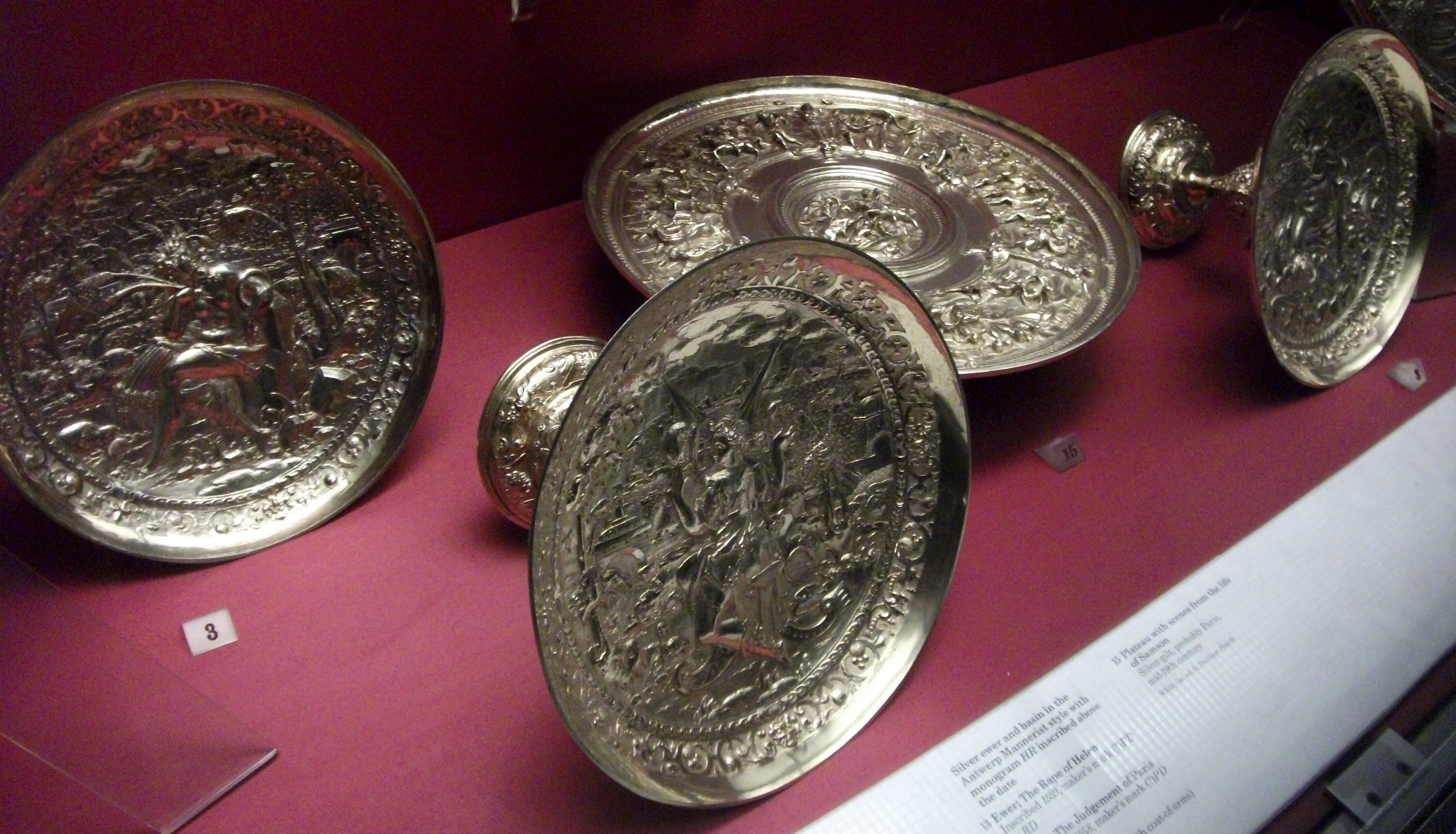
Parte di un servizio di 12 tazze in argento dorato, Augsburg, fine del XVI secolo
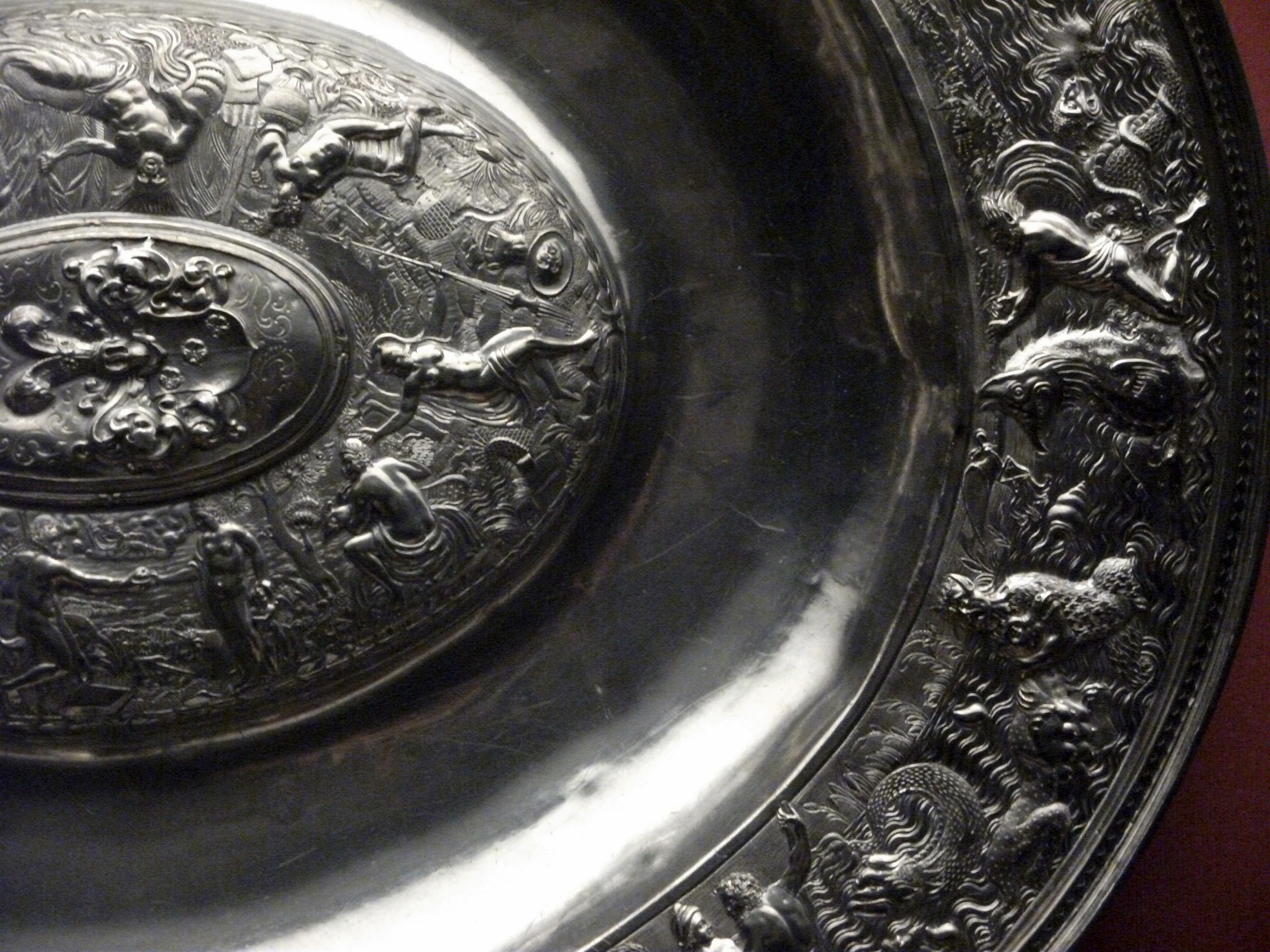
Catino con scene olimpiche
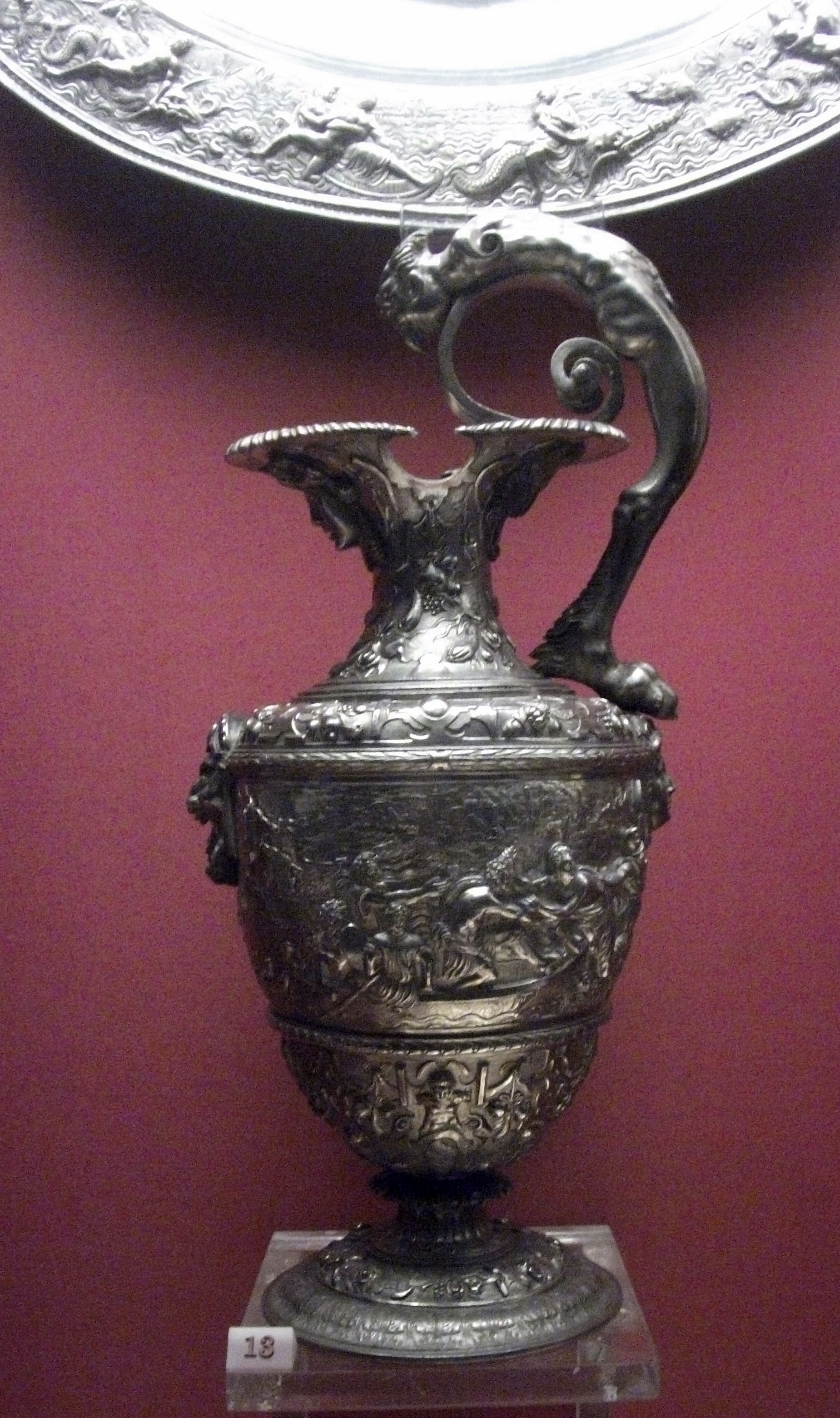
Brocca con il suo catino. Germania, 1559
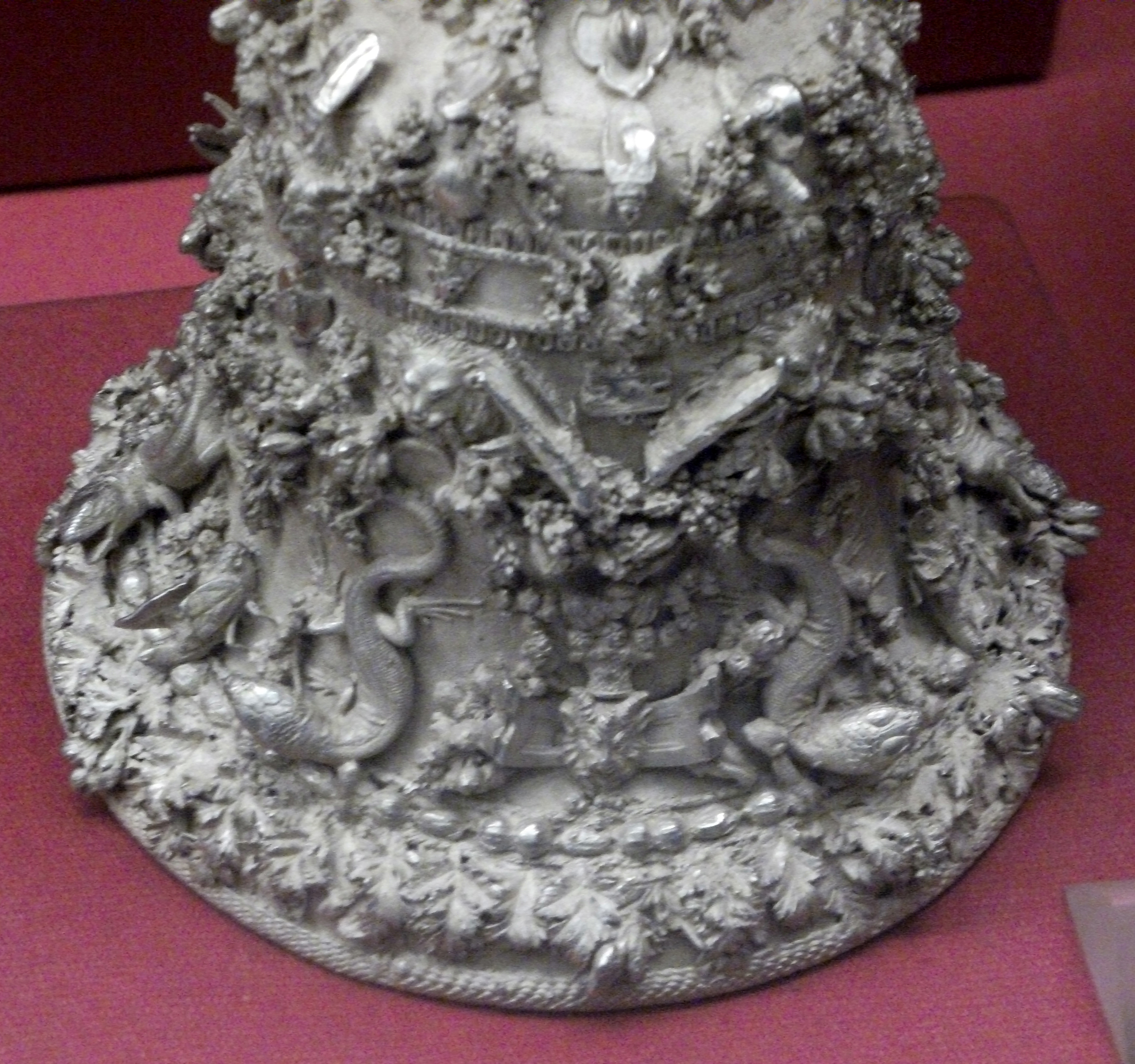
La campana di Wenzel Jamnitzer, un tempo posseduta da Horace Walpole

## Smalti rinascimentali

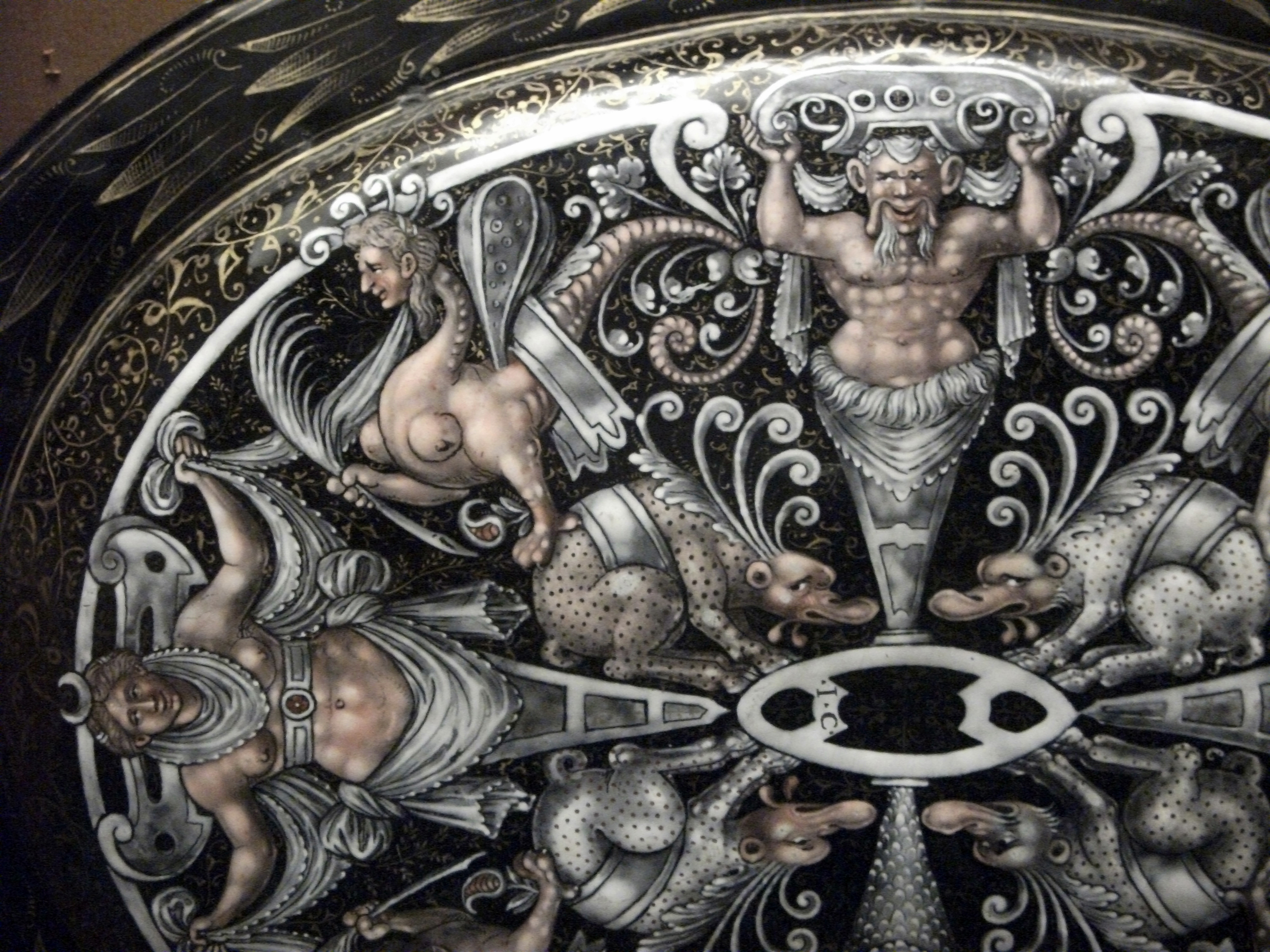
Dettaglio di un piatto in smalto, Limoges, metà del XVI secolo, attribuito a Jean de Court WB.33

Sebbene il Waddesdon Bequest contenga due oggetti medievali molto importanti in smalto, e gran parte dei gioielli e delle posate decorate usano pesantemente lo smalto, la maggior parte degli oggetti che possono essere chiamati "smalti" sono nello stile francese del XVI secolo per la maggior parte smalti di Limoges, piuttosto che champlevé per il quale Limoges era famosa nel periodo romanico. La nuova tecnica produceva pezzi dipinti con scene figurative altamente dettagliate o schemi decorativi. Come per la maiolica italiana, le immagini tendevano ad essere tratte dalla mitologia classica o dall'allegoria, sebbene il lascito includesse alcune scene dall'Antico Testamento e le composizioni erano spesso tratte da stampe tedesche, francesi o italiane. Gli smalti venivano prodotti in laboratori che spesso persistevano nella stessa famiglia per diverse generazioni e sono spesso firmati nello smalto, o identificabili, almeno per quanto riguarda la famiglia o il laboratorio, da segni di punzonatura sul retro dei pannelli, nonché dallo stile. Tra i principali artisti rappresentati nella collezione figurano Suzanne de Court, Pierre Reymond, Jean de Court, Pierre Courteys e Léonard Limosin.
Gli smalti venivano realizzati in oggetti come candelabri, piatti, vasi e specchi, e anche come placche piatte da includere in altri oggetti come i cofanetti. La collezione comprende tutte queste tipologie, con placche e cofanetti non montati. Le allegre grottesche illustrate a destra sono sul retro di un grande piatto la cui faccia principale mostra una rappresentazione a colori vivaci della Distruzione dell'esercito del faraone nel Mar Rosso. Entrambi i disegni sono molto simili, senza essere esattamente copiati, in pezzi presenti in altre collezioni, in particolare una nel Metropolitan Museum of Art di New York. I disegni sono anche basati su stampe, ma adattati dagli smaltatori ai loro pezzi.
Il cofanetto delle Sibille è un elaborato cofanetto chiudibile con una cornice in argento dorato e gemme, con pannelli in grisaille con tocchi di oro e tinte color carne. Rappresenta il sofisticato gusto di corte del 1535 circa ed era probabilmente destinato ai gioielli di una donna. La maggior parte di questi inserti di smalto ha perso le impostazioni a cui erano destinati.

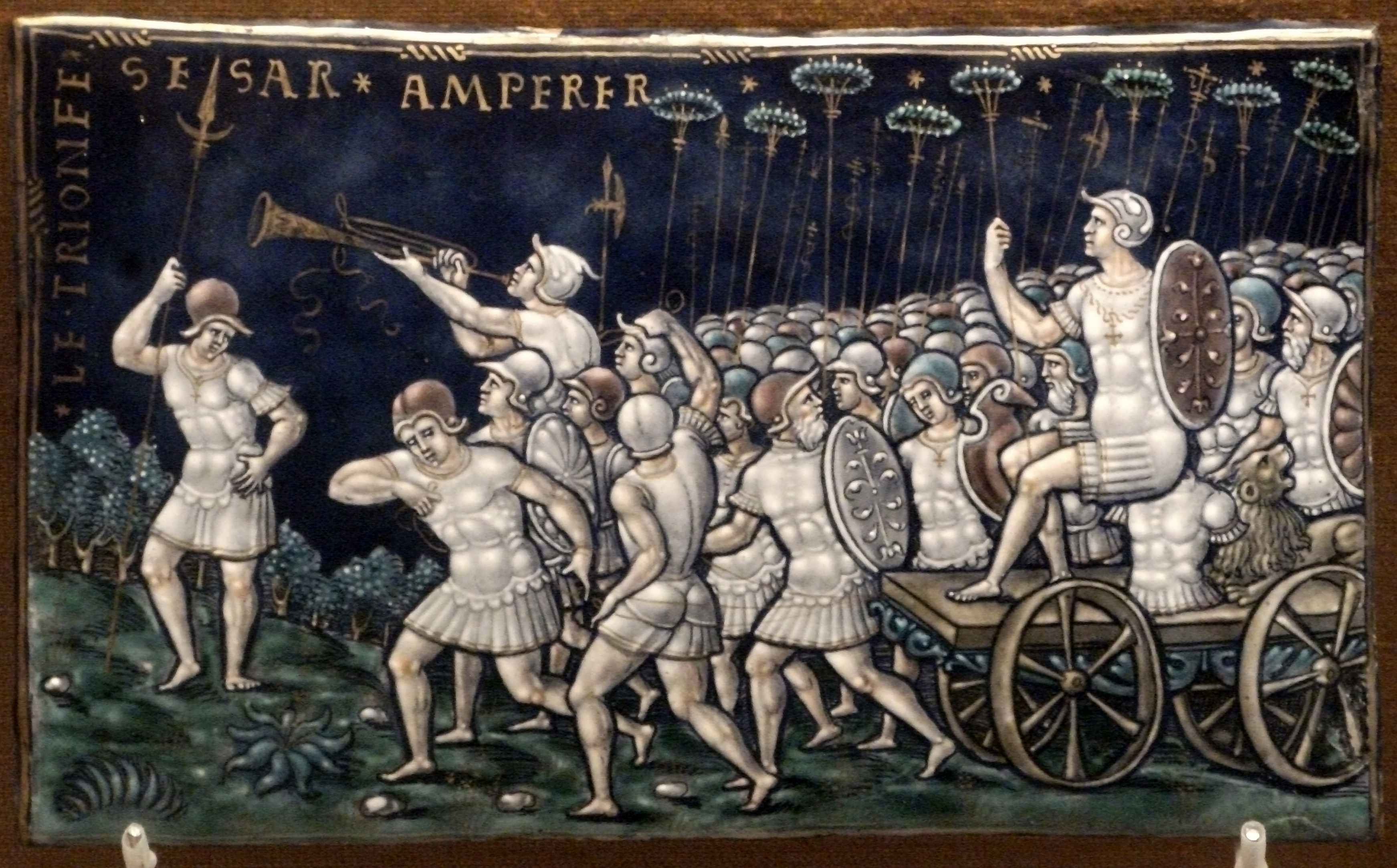
Trionfo di Cesare, Limoges c. 1550, attribuito a Pierre Reymond, pezzo di un servizio
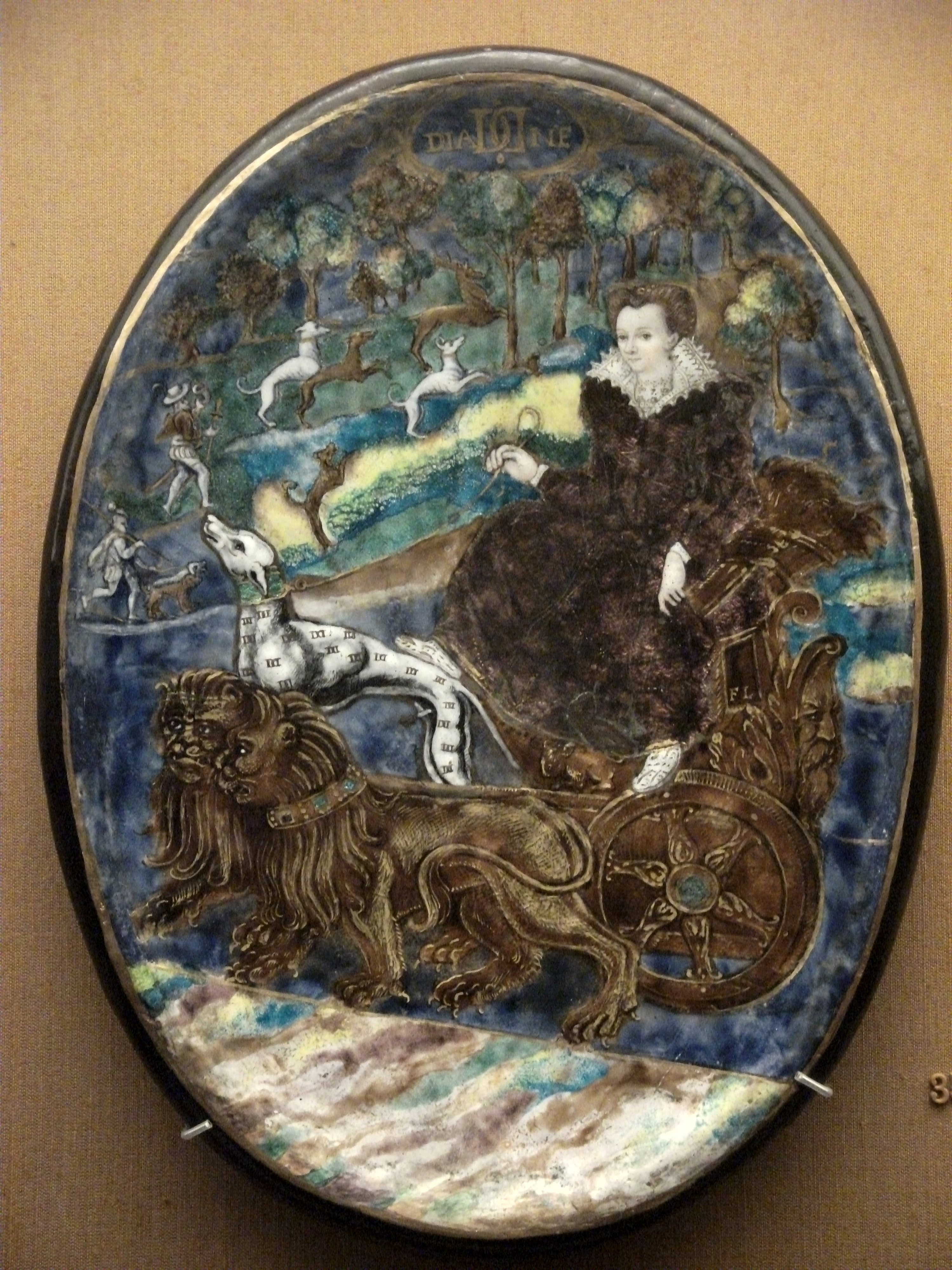
Diana di Poitiers, su un carro trainato da leoni, Limoges c. 1600, attribuito a Francois Limousin, WB.39
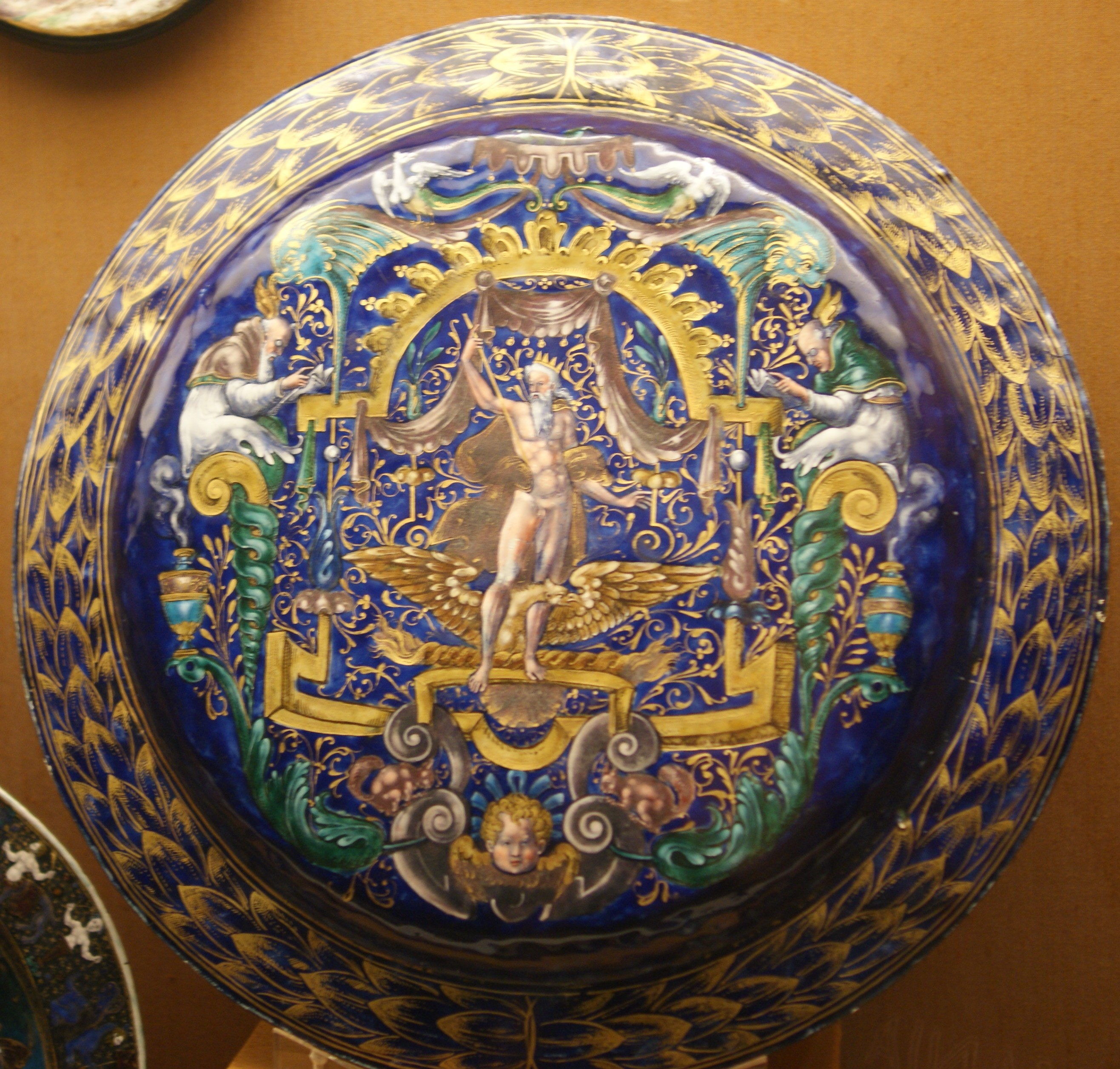
Giove, affiancato da chierici che leggono, con orecchie d'asino, lato posteriore di WB.30
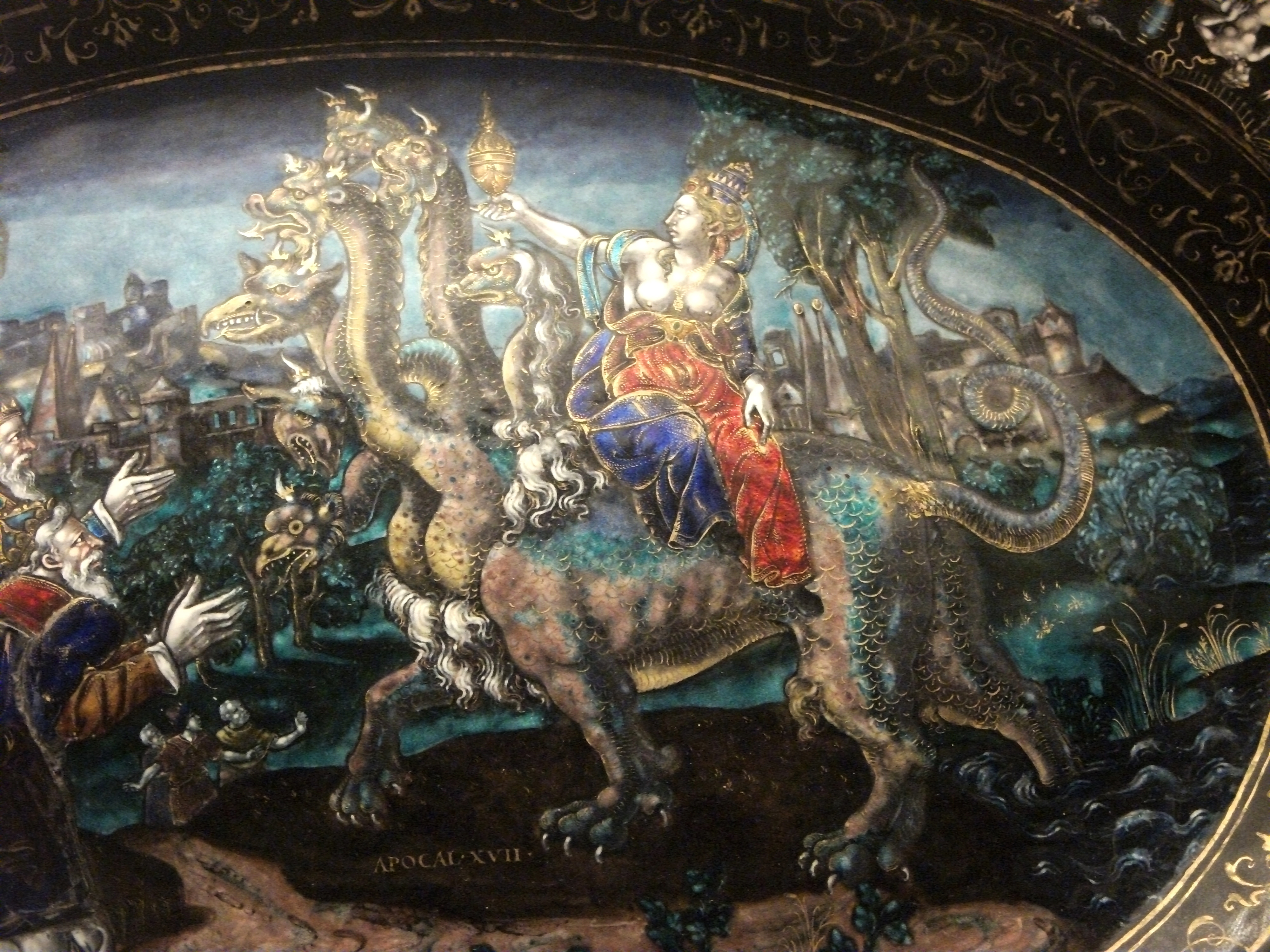
Dettaglio di un piatto con scene dall'Apocalisse di Giovanni, Limoges c. 1580, attribuito a Pierre Courteys

## Gioielleria

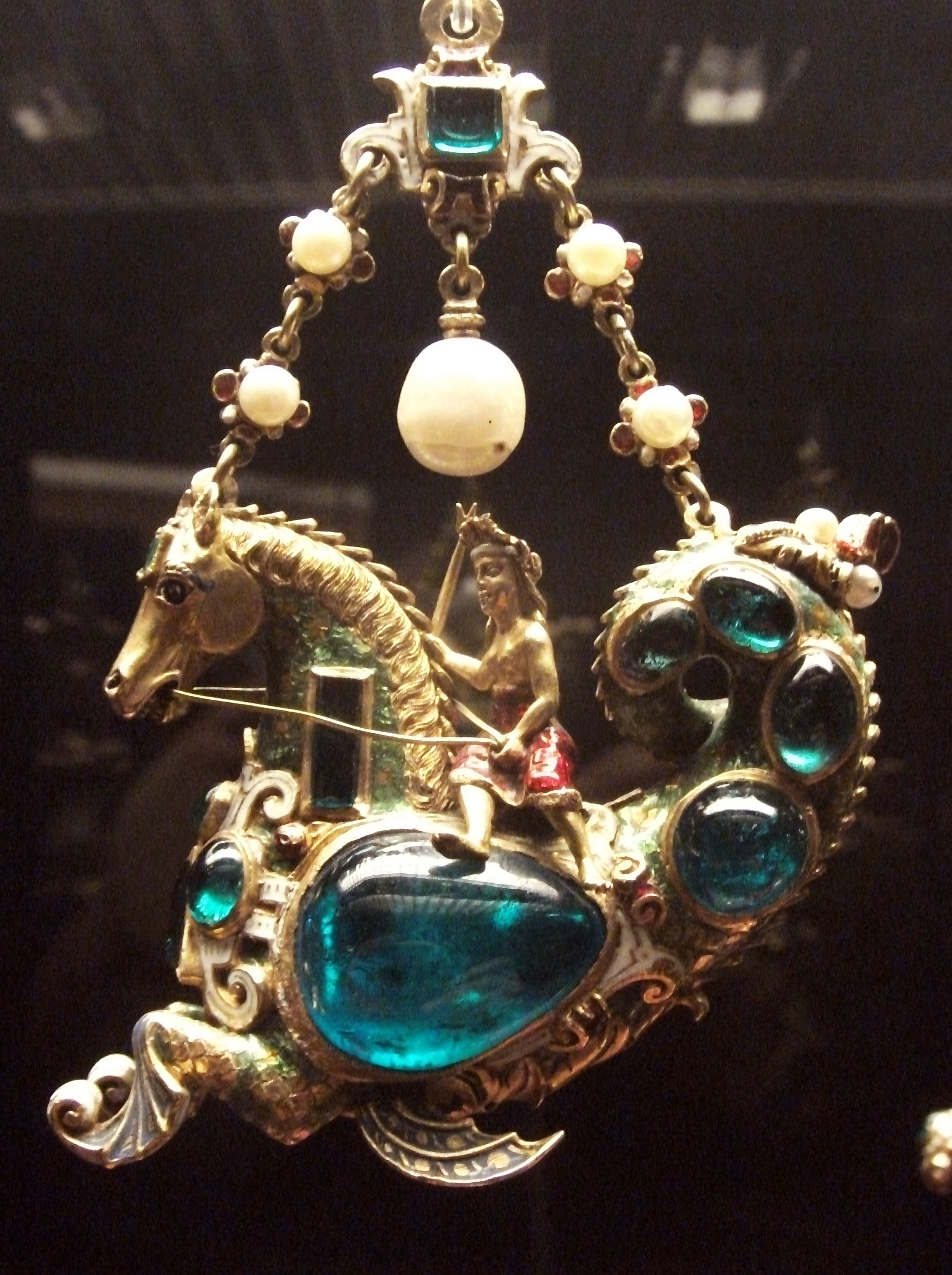
Pendente con un ippocampo, probabilmente Parigi, inizio XIX secolo, WB.156

L'enfasi dei gioielli è molto saldamente ancorata su oggetti spettacolari e gioielli pendenti del tardo Rinascimento in quello che è noto come lo "stile spagnolo" adottato in tutta Europa tra il 1550 e il 1630, usando gemme insieme ad oro e smalto per creare abbaglianti minuscole sculture. Questi erano originariamente indossati da uomini e donne, ma come collezione il gruppo Waddesdon è stato scelto per la mostra (e in un ambiente specificamente maschile) piuttosto che per essere indossato, tranne che per occasionali balli in maschera dell'epoca. Il gruppo ha poco interesse per gemme e perle ma per i pezzi in se stessi. Sebbene tali pezzi siano sopravvissuti più spesso degli stili enfatizzando pietre preziose e oro massiccio, che in genere venivano riciclati per i loro materiali quando la moda era cambiata, la richiesta da parte dei collezionisti del XIX secolo superò ampiamente l'offerta di sopravvissuti autentici, e molti pezzi comprendevano molto lavoro del momento (vedi sotto).
Per molti dei pezzi, tuttavia, non è facile collocare la data o il paese di produzione. Non c'è una tale difficoltà con il gioiello più famoso della collezione, il Lyte Jewel, realizzato a Londra e regalato a Thomas Lyte di Lytes Cary, Somerset nel 1610 da re Giacomo I d'Inghilterra, che amava i grandi gioielli e li regalava. Lyte non era un cortigiano, ma aveva redatto un albero genealogico per rintracciare la discendenza di Giacomo dal leggendario Bruto di Troia. Il gioiello contiene un ritratto in miniatura del re di Nicholas Hilliard, anche se per motivi di conservazione questo è stato rimosso dal gioiello. Lyte indossa il gioiello in un ritratto del 1611, mostrando una goccia sotto il gruppo principale ovale con tre diamanti. La copertina ha un elaborato disegno à jour con il monogramma James IR, mentre la parte posteriore ha una decorazione smaltata molto finemente eseguita.
Un ciondolo, a forma di lanterna con una minuscola "crocifissione" all'interno, è stato realizzato nel XVI secolo in Messico, e dal confronto con altri pezzi, in origine potrebbe aver incluso un lavoro di piume messicano, di arte precolombiana i cui artigiani dei missionari spagnoli realizzavano in laboratori per esportarli come oggetti di lusso.

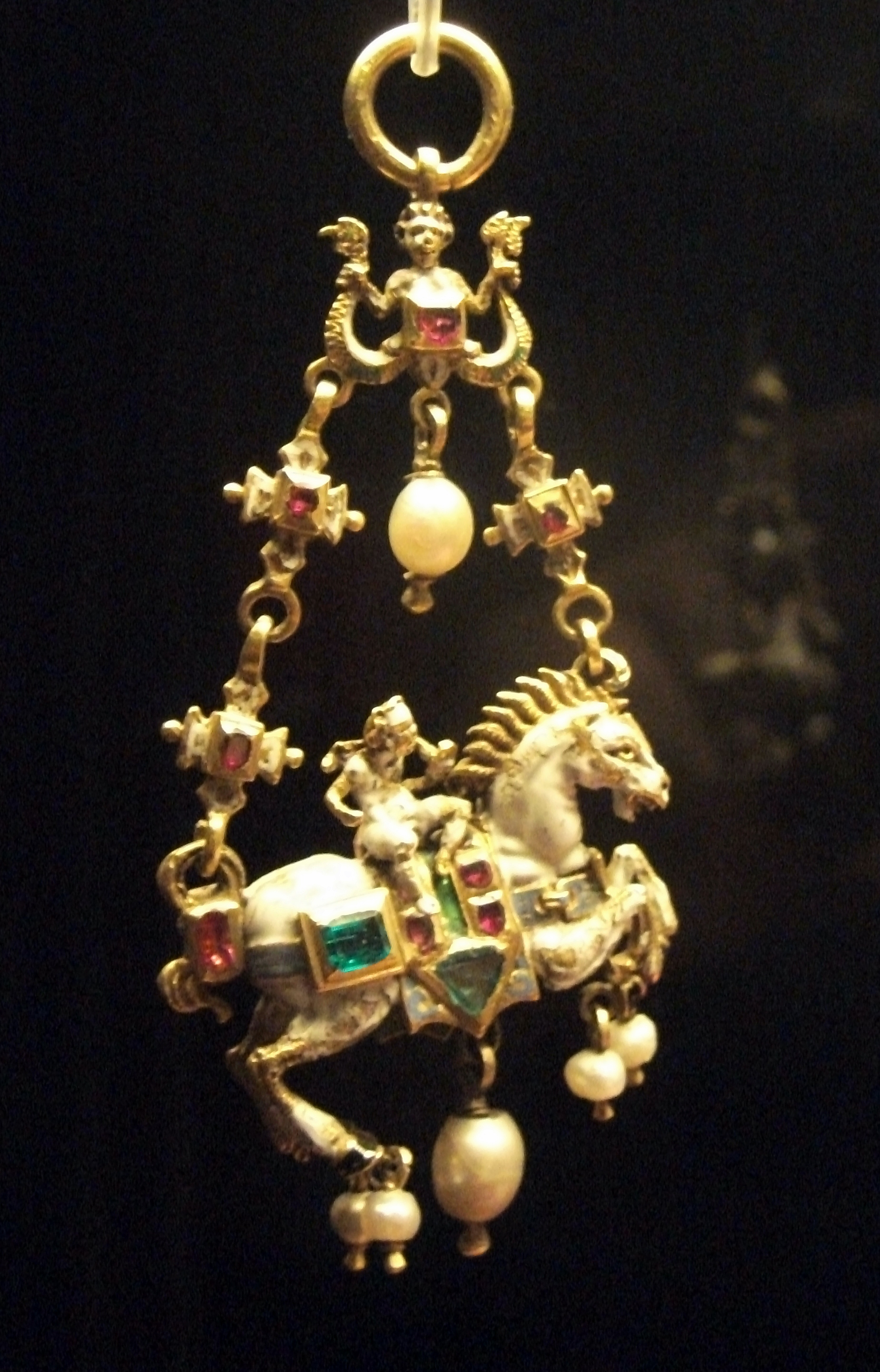
Ciondolo con Cupido, Germania, tardo XVI secolo, WB.160
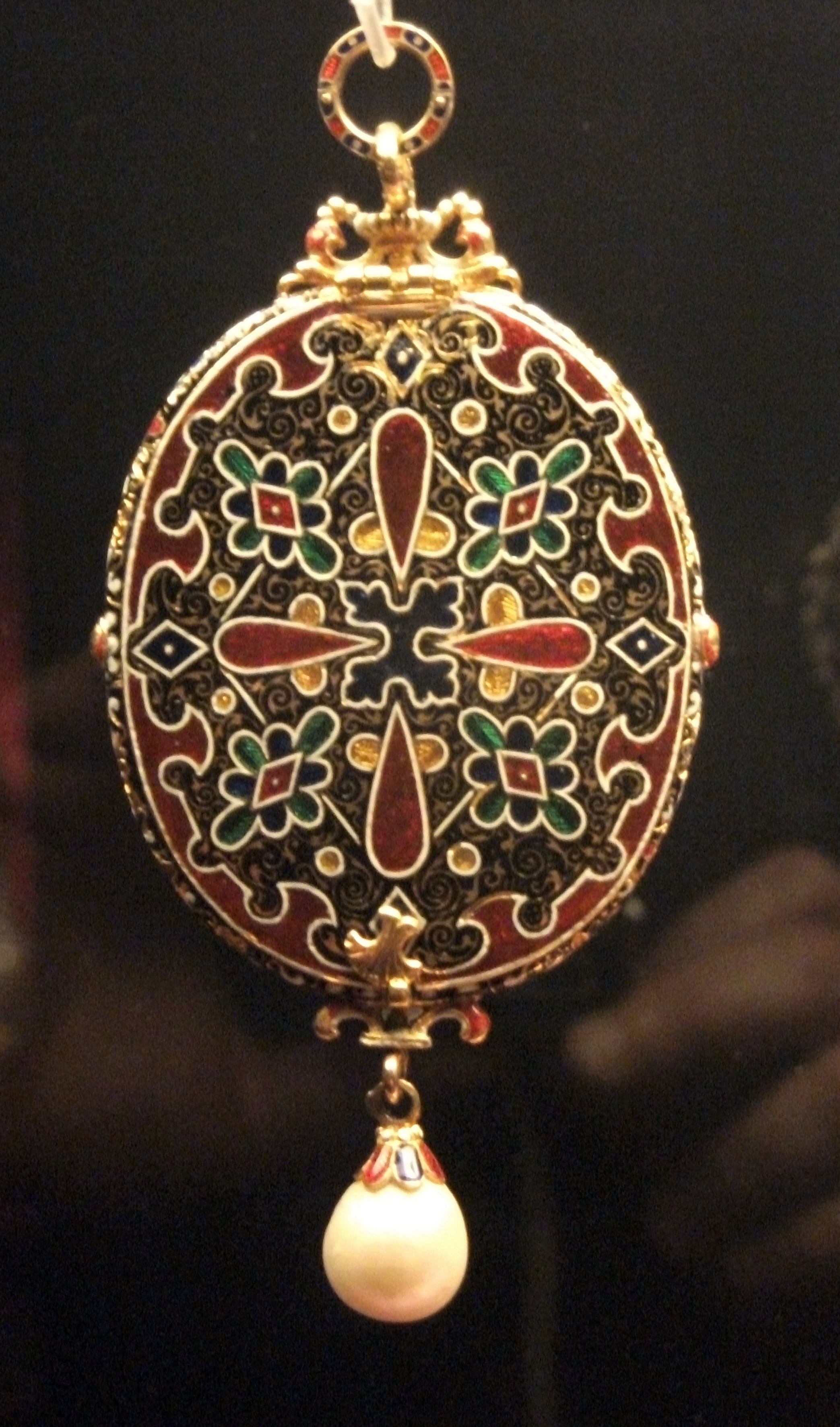
Copertina smaltata di un medaglione inglese, anni 1630, con miniatura di Sir Bevil Grenville, WB.168
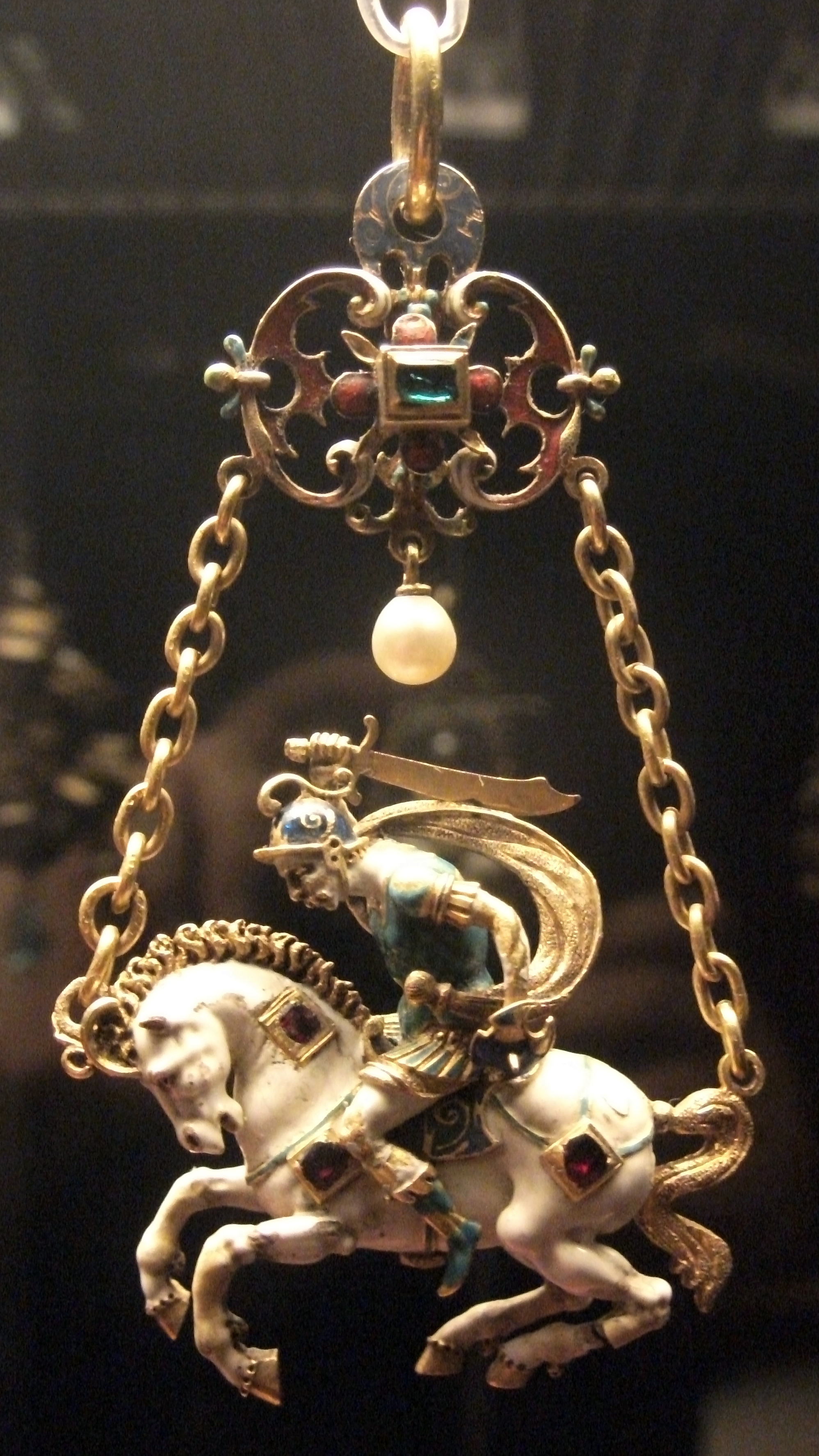
Ciondolo con guerriero, Germania, metà del XVI secolo, WB.161
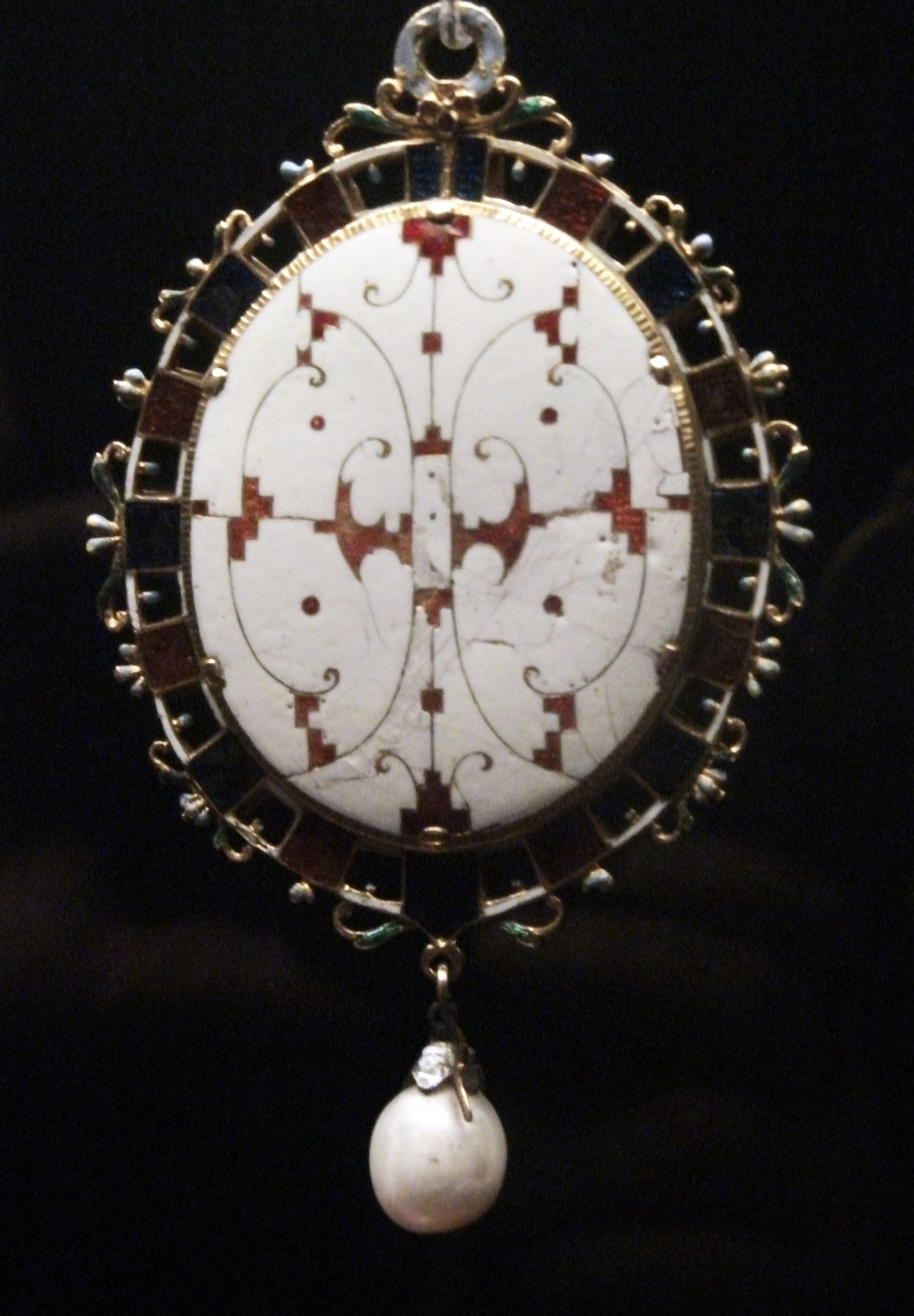
Retro del Lyte Jewel

## Oggetti antecedenti al Rinascimento

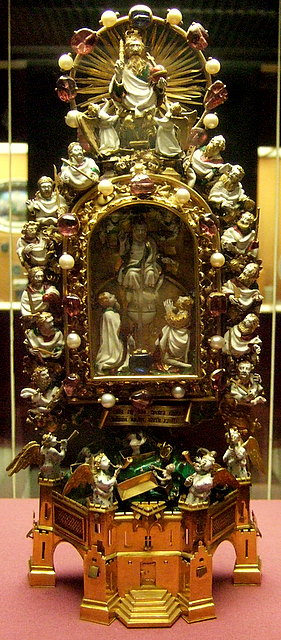
Reliquiario della Sacra Spina

La collezione comprende un gruppo eclettico di oggetti di altissima qualità realizzati in epoca pre rinascimentale. Gli oggetti più antichi sono un insieme di quattro medaglioni ellenistici in bronzo con teste sporgenti in altorilievo e manici tondi. Risalgono al I secolo a.C., e provenivano da una tomba nella moderna Turchia, realizzati per essere incastonati in qualche oggetto di legno, forse un baule. Le teste sono identificate come Arianna, Dioniso, Persefone e Plutone. Il corpo in agata intarsiata del pezzo WB.68 potrebbe essere tardo romano, ed è discusso sotto.
La Coppa Palmer è un'importante coppa antica di vetro islamico, realizzata intorno al 1200, in Siria o forse in Egitto, e dipinta con smalti. Nello stesso secolo fu aggiunto un piedistallo argentato con cristallo di rocca, in Francia. Al di sotto c'é un'iscrizione poetica araba che elogia il bere del vino, un principe seduto che regge una tazza o un bicchiere è affiancato da cinque attendenti in piedi, due che suonano le castagnole e gli altri che impugnano armi. Come una delle prime immagini dipinte su smalto, la coppa è estremamente rara per il vetro islamico, sebbene siano state trovate immagini simili in pezzi di ceramica islamica del periodo. Ci sono alcune coppe di vetro islamico precedenti comparabili con altre sopravvissute in vecchie collezioni europee, come Luck of Edenhall nel Victoria and Albert Museum, e altre nel Grünes Gewölbe a Dresda e al Museo del Louvre, oltre a pezzi registrati in vecchi inventari. Spesso venne loro aggiunto un nuovo piedistallo in metallo in Europa, come in questo caso. Eiste anche una grande lampada da moschea, con decorazioni in smalto, del tardo XIV secolo.
L'arte romanica è rappresentata da un inusuale cofanetto reliquiario in smalto di Limoges. Sarebbe stato realizzato intorno al 1170 per contenere una reliquia di santa Valerie di Limoges, una vergine-martire dell'epoca romana che era una santa molto venerata a Limoges, il centro principale della produzione di smalto champlevé. La sua storia è raccontata in diverse scene che usano una vasta gamma di colori, con il resto della faccia anteriore decorata in stile "vermicolare", con lo spazio tra la figura piena di motivi su uno sfondo dorato. Secondo la leggenda, Valérie era una santa cefalofora, che dopo essere stata decapitata portò la propria testa al suo vescovo, san Marziale di Limoges, che l'aveva convertita.
Ci sono molti più oggetti in arte gotica, e, come era tipico per il Nord Europa, molti di questi provengono in buona parte dal XVI secolo, e devono essere considerati come appartenenti al Rinascimento nordico. Tuttavia, l'oggetto medievale più importante, e probabilmente il più importante pezzo unico della collezione, sebbene del tardo periodo gotico, non ha nulla di rigorosamente gotico nel suo stile, e rappresenta un gusto di corte molto avanzato a questo riguardo. Questo è il Reliquiario della Sacra Spina, che probabilmente fu realizzato nel 1390 a Parigi per la Casa dei Valois e in particolare per il principe Giovanni di Valois, per ospitare un reliquia della Corona di spine. Si tratta di una delle poche opere di grandi orafi che sopravvivono dal mondo stravagante delle corti della famiglia reale Valois intorno al 1400. É realizzato in oro, riccamente decorato con gioielli e perle, e usa la tecnica della smaltatura a tutto tondo, che era stata messa a punto da poco quando il reliquiario venne realizzato. Esiste un totale di 28 figure tridimensionali, per lo più in smalto bianco.
Al contrario, due copertine di metallo molto elaborate per i libri di Epistole e Vangelo per l'altare maggiore di una grande chiesa, probabilmente la Cattedrale di Ulm, vennero realizzati intorno al 1506 ma sono ricchi di dettagli architettonici gotici appuntiti, sebbene le numerose figure in altorilievo siano al limite dello stile rinascimentale.
Ci sono due statue tedesche di santi in legno, di dimensioni quasi dimezzate rispetto al normale, a partire dai decenni intorno al 1500, e un più grande numero di miniature gotiche scolpite in legno. Queste includono "noci da preghiera" di ottima qualità dal 1510 al 1530 circa. Si tratta di piccole "palle" di legno che si aprono per rivelare intagli di scene religiose che si adattano a dozzine di minuscole figure in uno spazio di 5 o 7 cm di diametro, che erano di moda tra i reali e i ricchi. Sono stati prodotto apparentemente nel nord dei Paesi Bassi. Sembrano essere state spesso sospese a delle cinture o facevano parte di un rosario. Altri hanno ancora valigette di rame. Un trucco tecnico nella loro realizzazione è che la scena principale scolpita è realizzata su un emisfero più piccolo, consentendo l'accesso dal retro, impostato poi nell'emisfero principale.

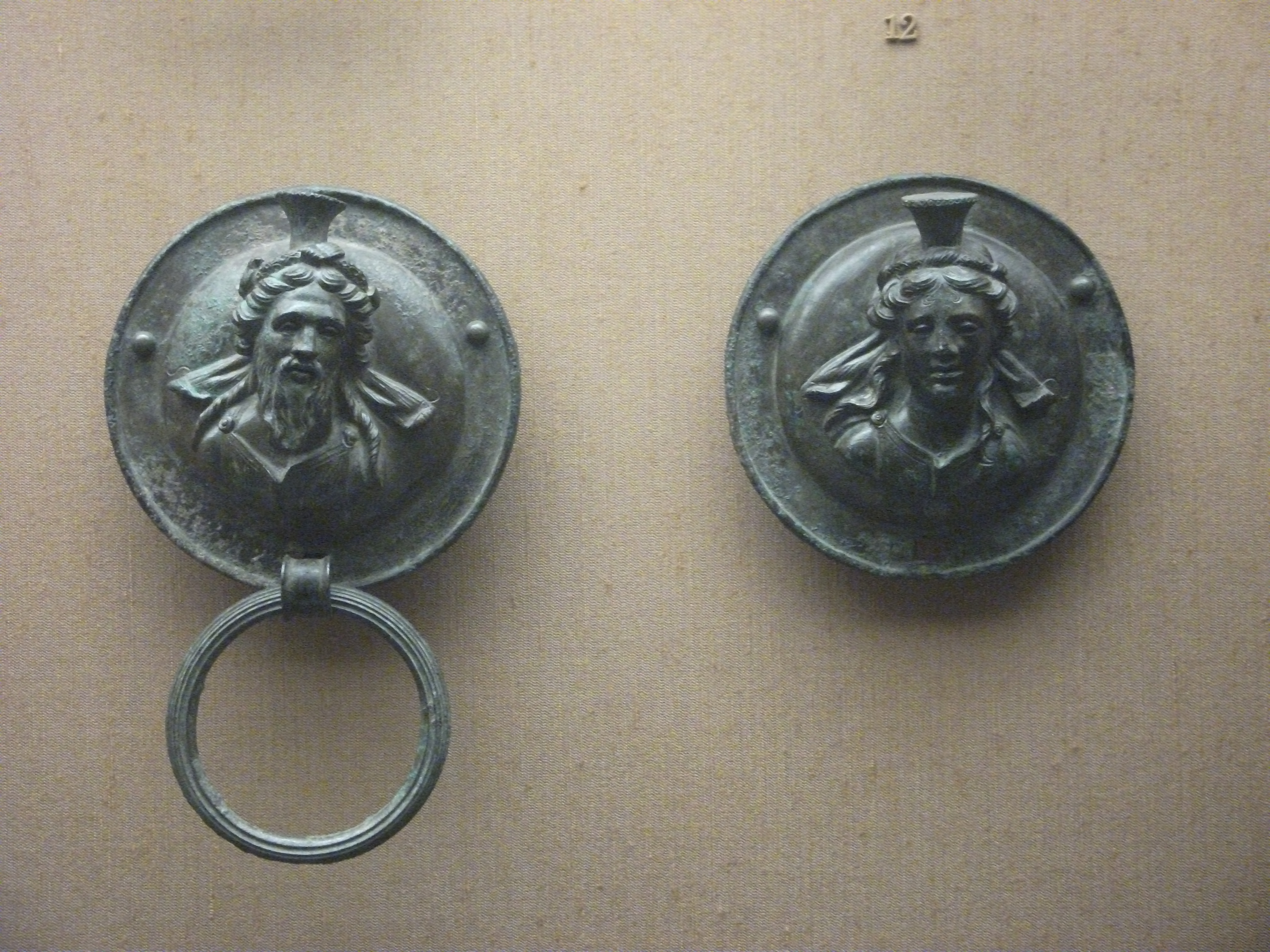
Bronzo ellenistico con Plutone e Persefone
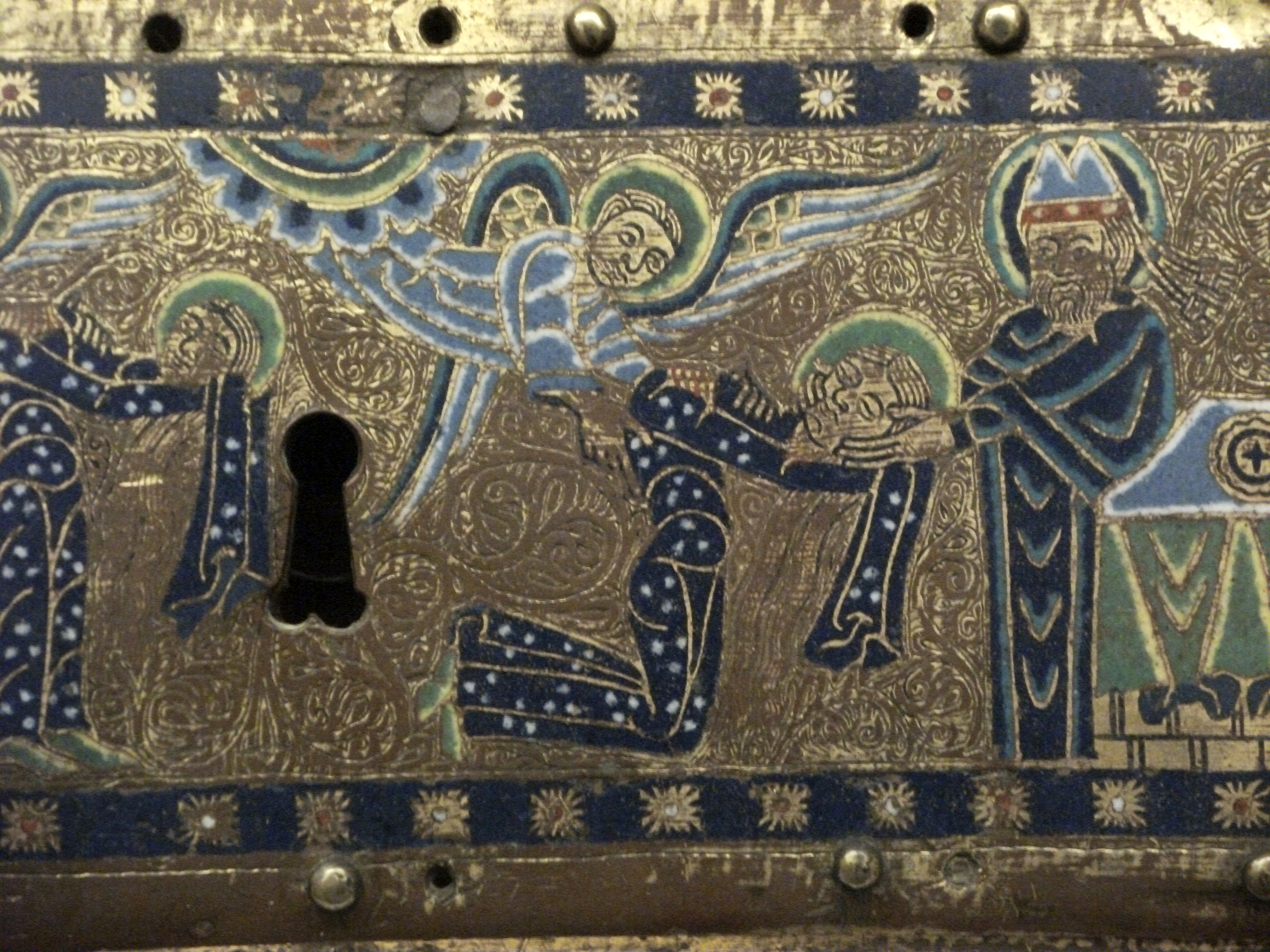
Valerie di Limoges, rappresentata come cefalofora, che porta la sua testa al vescovo, Marziale
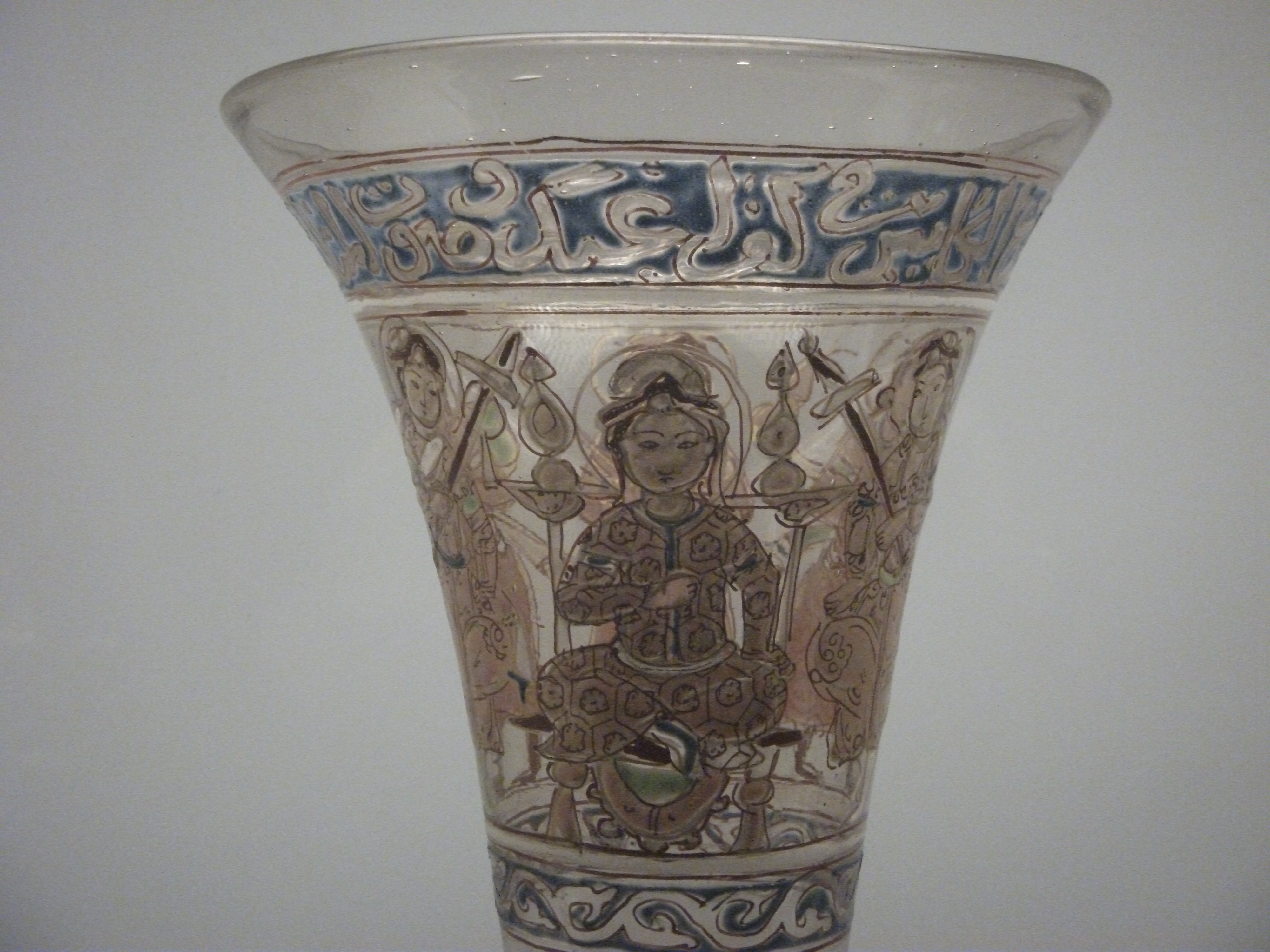
Principe seduto sulla Palmer Cup
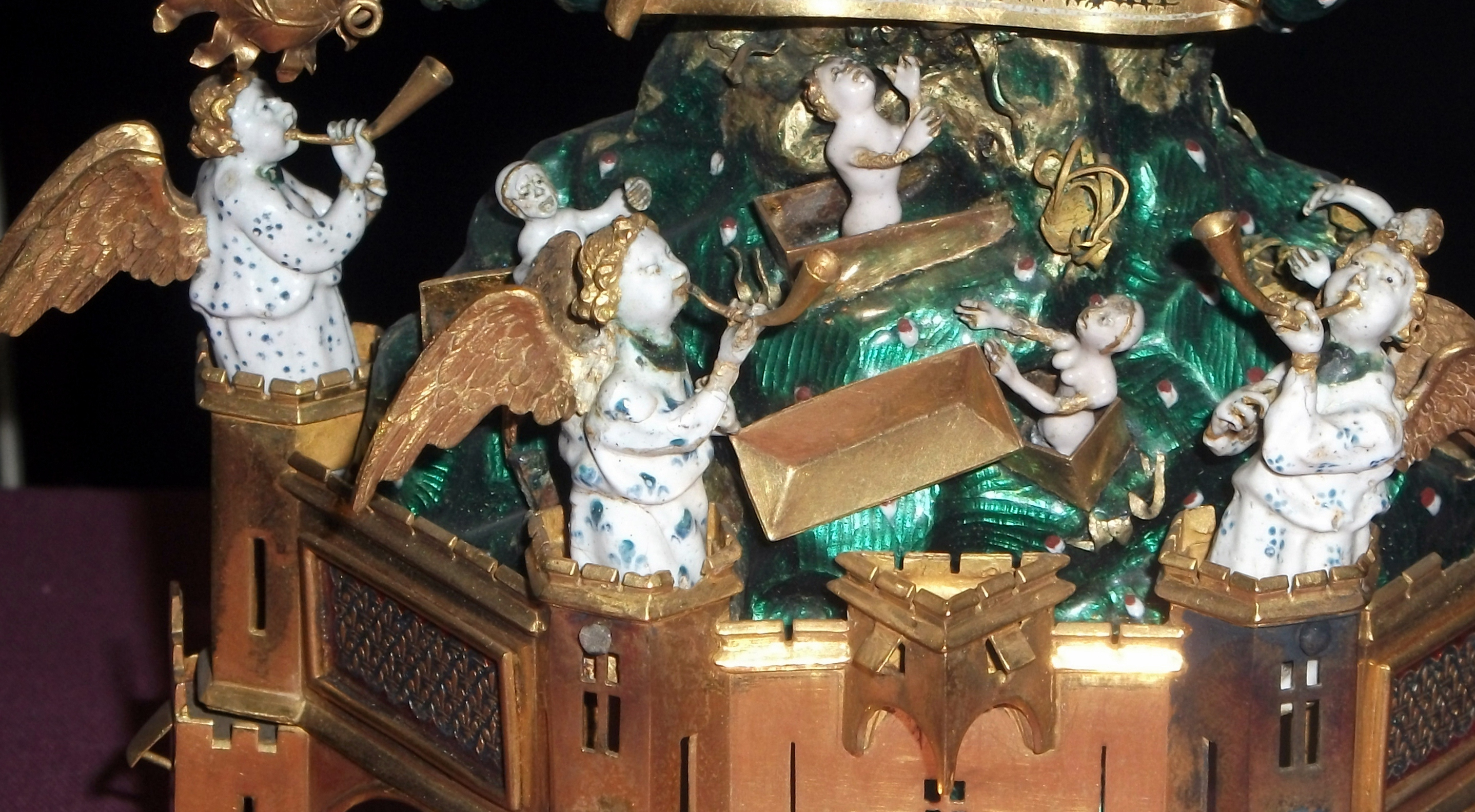
Resurrezione dei morti alla base del Reliquiario della Sacra Spina

## Pezzi in cristallo di rocca e pietra dura
Nella collezione sono presenti sette vasi di vetro, ma un numero maggiore di pezzi in cristallo di rocca trasparente o quarzo, un minerale che potrebbe facilmente essere preso per vetro. Questo era sempre un materiale molto più prezioso e prestigioso, che si qualificava come una pietra semipreziosa. Avendo bisogno di molta pazienza per la lavorazione e perforazione, è molto più difficile da lavorare del vetro (anche se meno facile da rompere una volta finito), e i pezzi comprendo supporti o basi in metallo prezioso, che nessuno degli oggetti di vetro attuali ha. I pezzi di cristallo di rocca non sono dipinti. Il catalogo di Read raggruppa questi e altri pezzi in pietra semipreziosa con gli oggetti in oro, a differenza del "piatto d'argento", che probabilmente riflette come un collezionista rinascimentale li avrebbe classificati. Ci sono dieci pezzi in cristallo e nove in altre pietre.
Due pezzi di cristallo sono semplici piastre ovali incise con scene figurative, una tradizione diversa che risale a pezzi dell'arte carolingia, il cristallo di Lotario, anche nel British Museum. Nel 1902 il catalogo di Read suggeriva che "È in questa sezione che, con ogni probabilità, saranno attratti la maggior parte degli occhi, oltre che per la bellezza degli esemplari anche per la loro rarità e il conseguente valore". Se così era, probabilmente non lo è più un secolo dopo. Alcuni pezzi sono oggi considerati come XIX secolo, o gran parte di essi, e Reinhold Vasters, il Van Meegeren della lavorazione dei metalli del Rinascimento, è ora ritenuto autore di diversi pezzi.
Un ampio vaso basso di cristallo con coperchio è inciso con il nome dell'Imperatore Moghul Akbar, ed è stato a lungo considerato di fattura tedesca, ma inviato in India come dono diplomatico, poiché i supporti metallici sono chiaramente di stile europeo. Ora è considerato come un'originale, ed eccezionalmente rara, scultura di cristallo Moghul, a cui la base venne aggiunta nel XIX secolo, forse a Parigi. Tuttavia il cartiglio con il nome di Akbar non sembra per gli specialisti corretto per un pezzo di corte dell'epoca, e il vaso in India fu probabilmente scolpito dopo il suo regno (1556-1605), e il nome forse aggiunto anche più tardi.

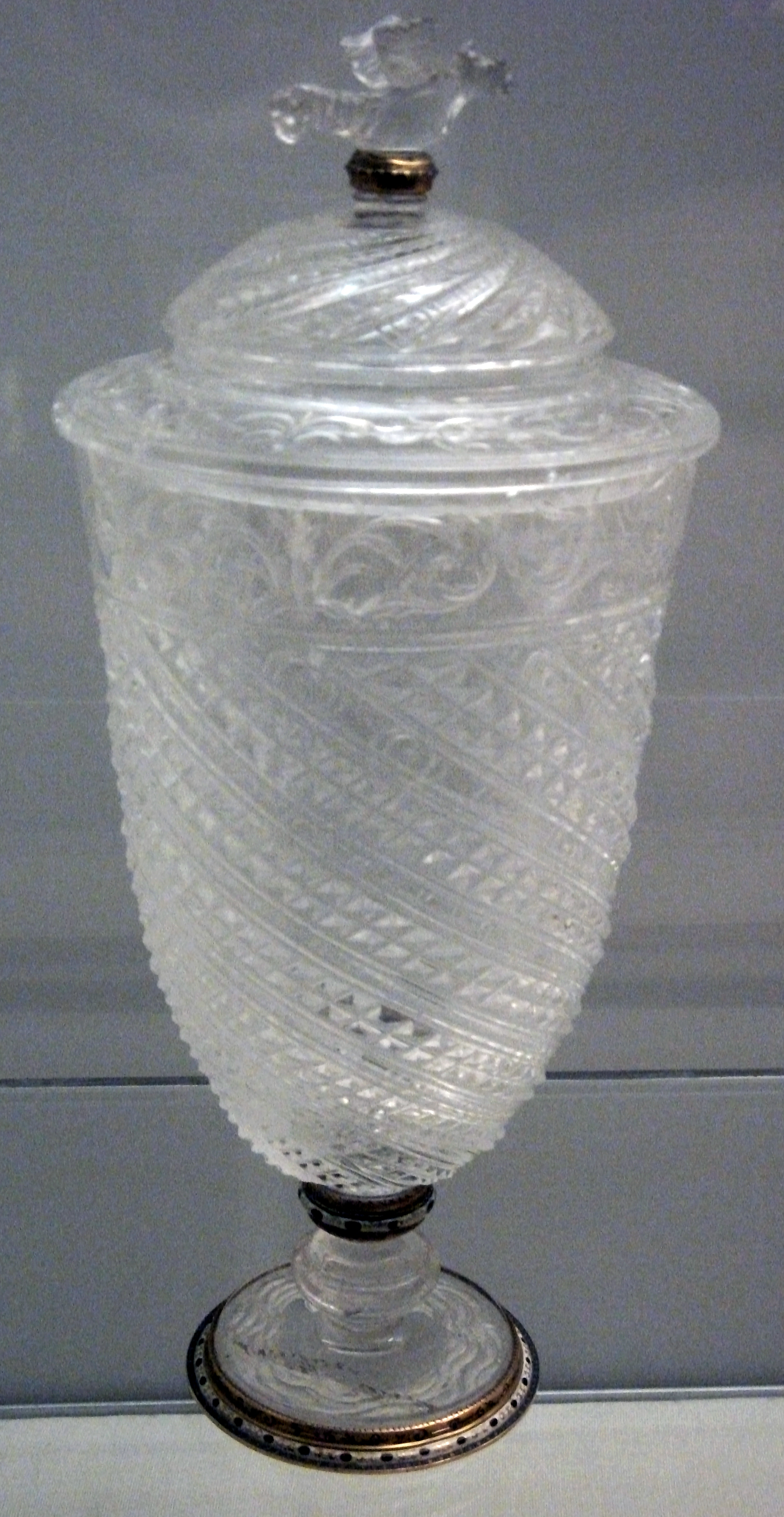
Coppa con coperchio di cristallo di rocca, intorno al 1600, WB.76
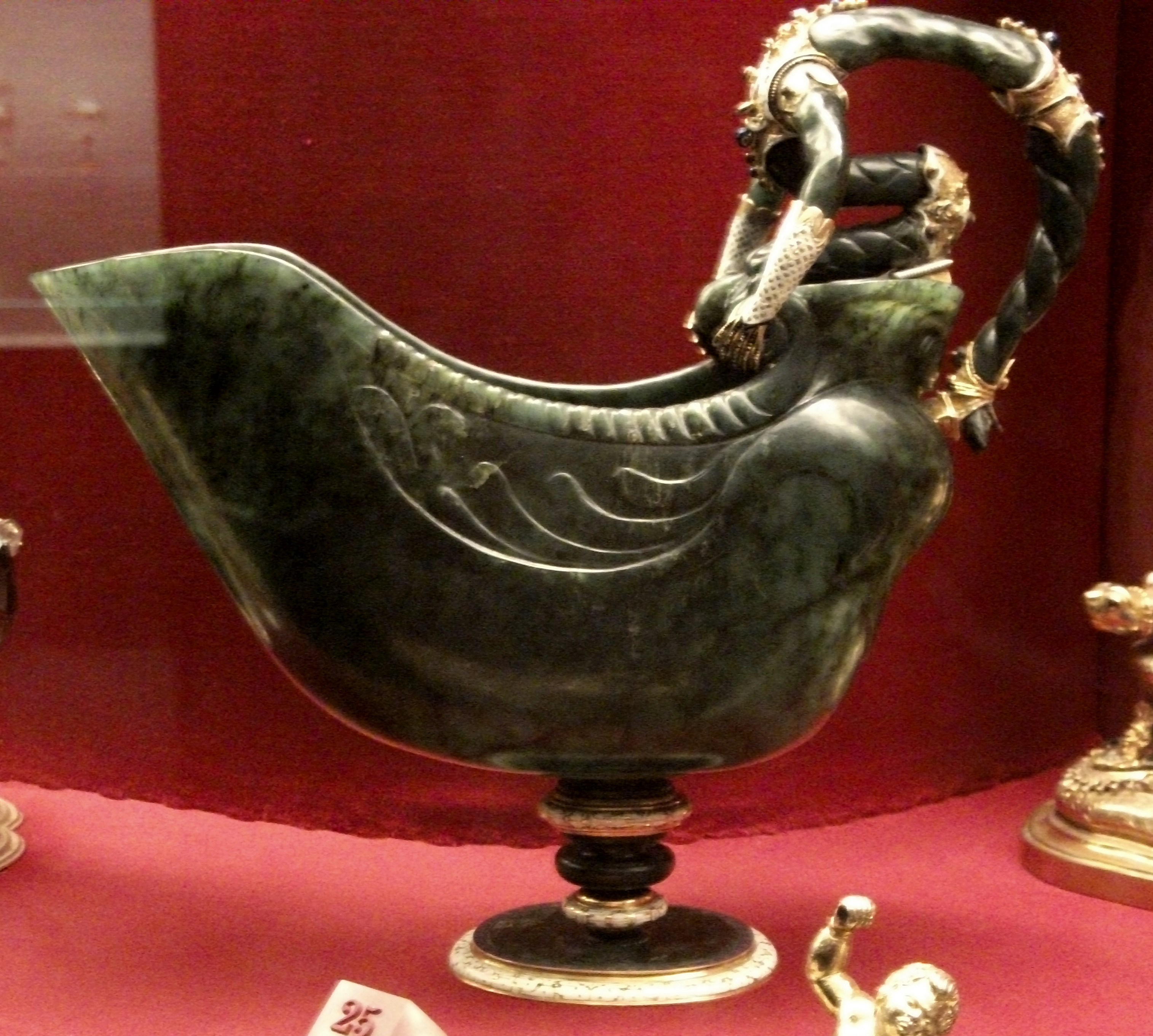
Giada, inizio XVII secolo, WB.81, Milano o Praga
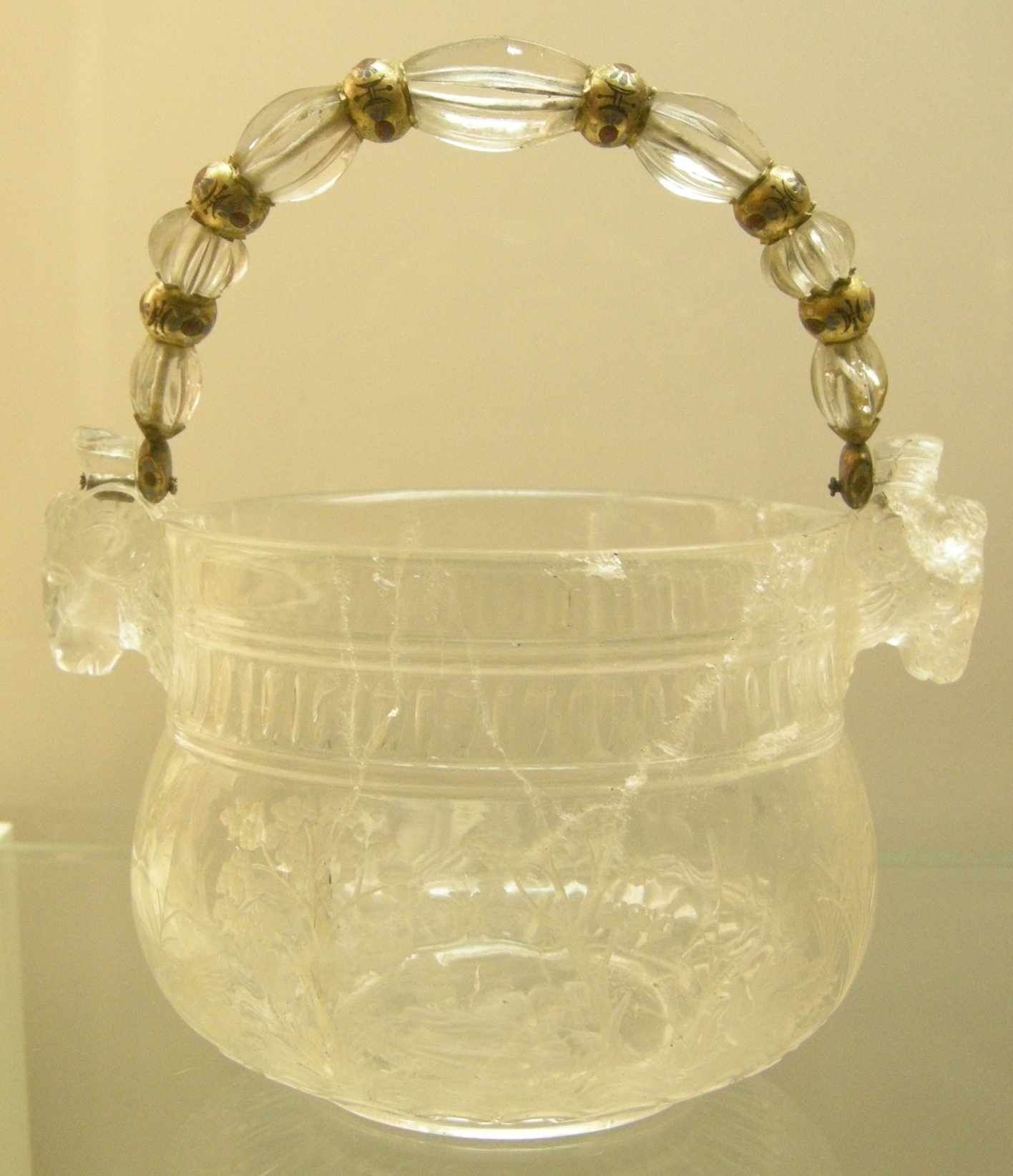
Vaso in cristallo di rocca, inizi XVII secolo, con manico di epoca successiva, WB.80
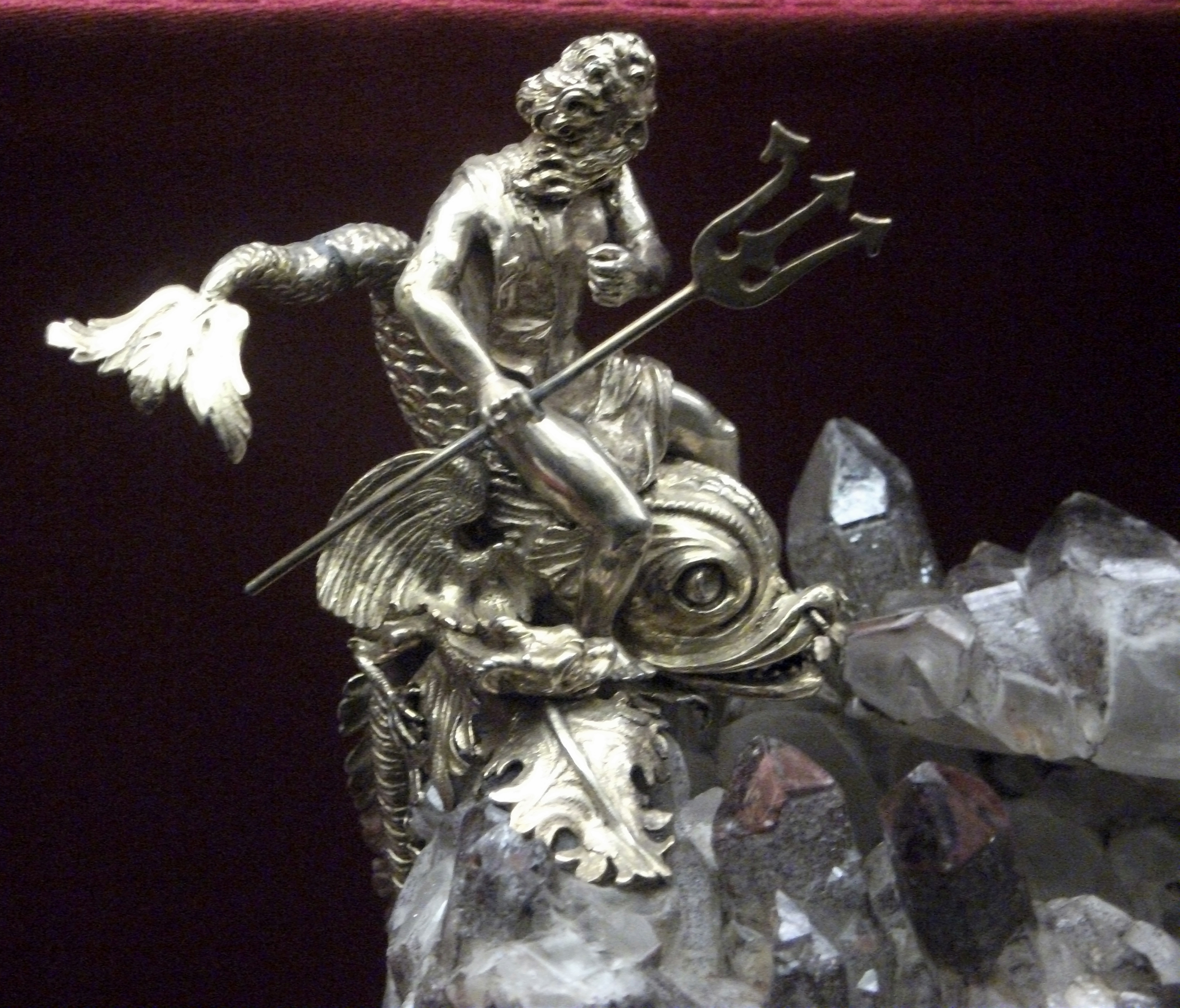
Particolare di un Nettuno d'argento montato su un pezzo di cristallo, probabilmente di Reinhold Vasters circa 1865-70, nonostante i segni spuri del XVI secolo sul metallo.

## Vetri del Rinascimento

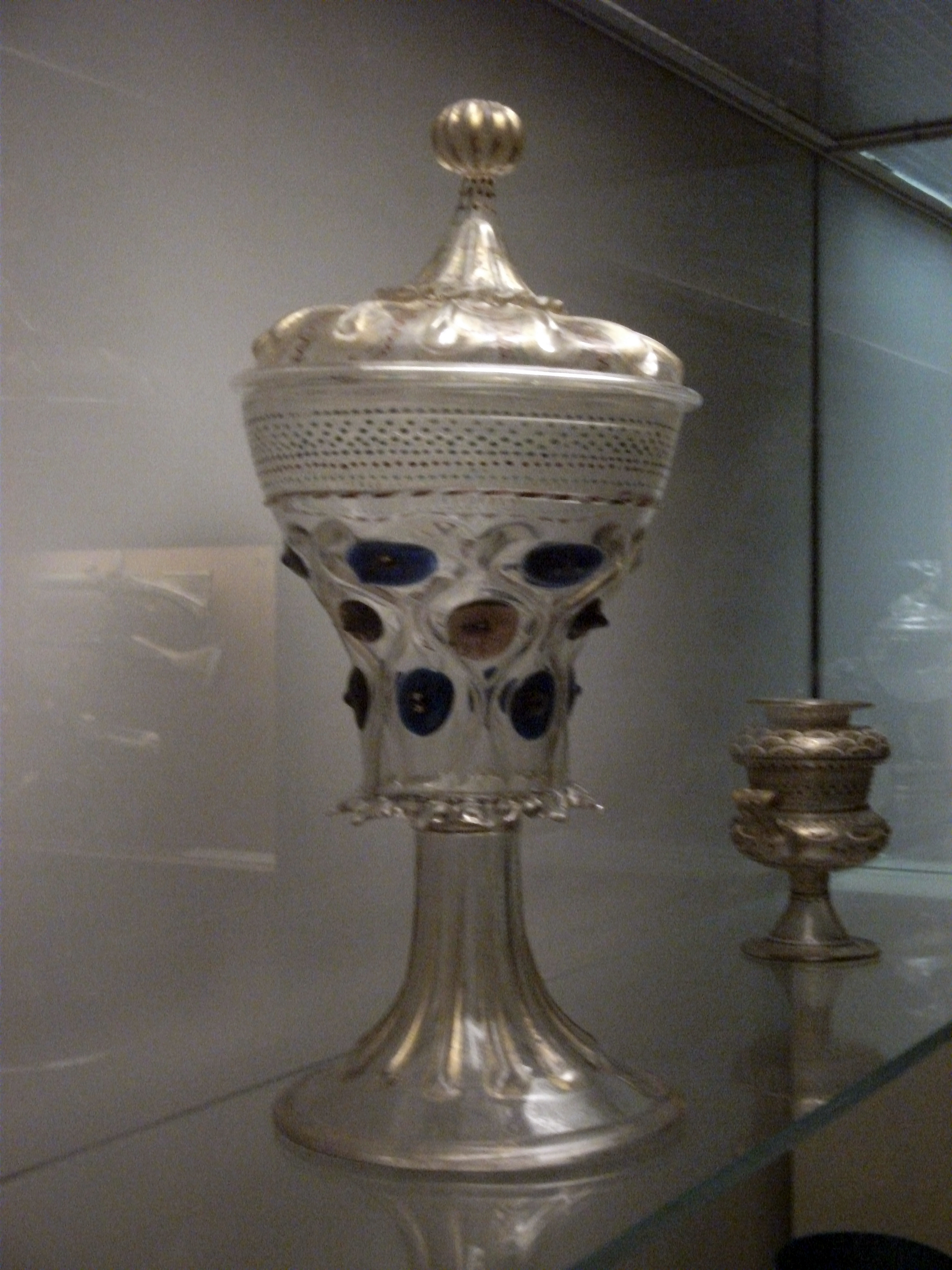
Coppa di Deblín

Oltre ai due pezzi di vetro islamico sopra descritti, ci sono cinque vasi in vetro del periodo rinascimentale o barocco, tutti insoliti e di qualità eccezionale. La maggior parte sono in vetro di Murano. Uno è opaco in cristallo di Boemia (WB.56) con un Trionfo di Nettuno, ed è ora datato alla fine del XVII secolo. È anche in vetro dicroico, che cambia colore a seconda che sia illuminato dalla parte anteriore o posteriore. C'è un calice molto raro in vetro opaco turchese con smalti (WB.55) ad imitazione di una nave in pietra semipreziosa ancora più costosa. La coppa di Deblín del tardo XV secolo, con la sua copertina, è uno di un piccolo gruppo di vasi realizzati a Murano, in un gusto tedesco o centroeuropeo, che attinge a forme in metallo usate lì. Porta un'iscrizione successiva in lingua ceca, invitando a bere alla salute dei Signori di Deblín e Brno, probabilmente la "coppa di benvenuto" del locale castello.

## Maiolica italiana
I sei pezzi in maiolica maiolica italiana, o terracotta dipinta, sono tutti più grandi della media, e non c'è nessuno dei piatti che sono la forma di maiolica più comune. Il primo pezzo è una grande statua della Fortuna in piedi su un delfino, che regge una vela, di Giovanni della Robbia, realizzato a Firenze verso il 1500-1510. Questo pezzo è un raro esemplare del primo Rinascimento italiano presente nel lascito.
Gli altri pezzi risalgono al XVI secolo. I più importanti sono un paio di grandi vasi a forma di serpente, alti circa 60 cm, dipinti con scene mitologiche, a cui sono state aggiunte basi e coperchi francesi poco prima che fossero acquistati a Parigi da Horace Walpole per la "Galleria" di Strawberry Hill House nel 1765-1766. Le cavalcature in bronzo erano spesso aggiunte dai collezionisti del XVIII secolo a questi pezzi, ma poche ne sono rimaste.

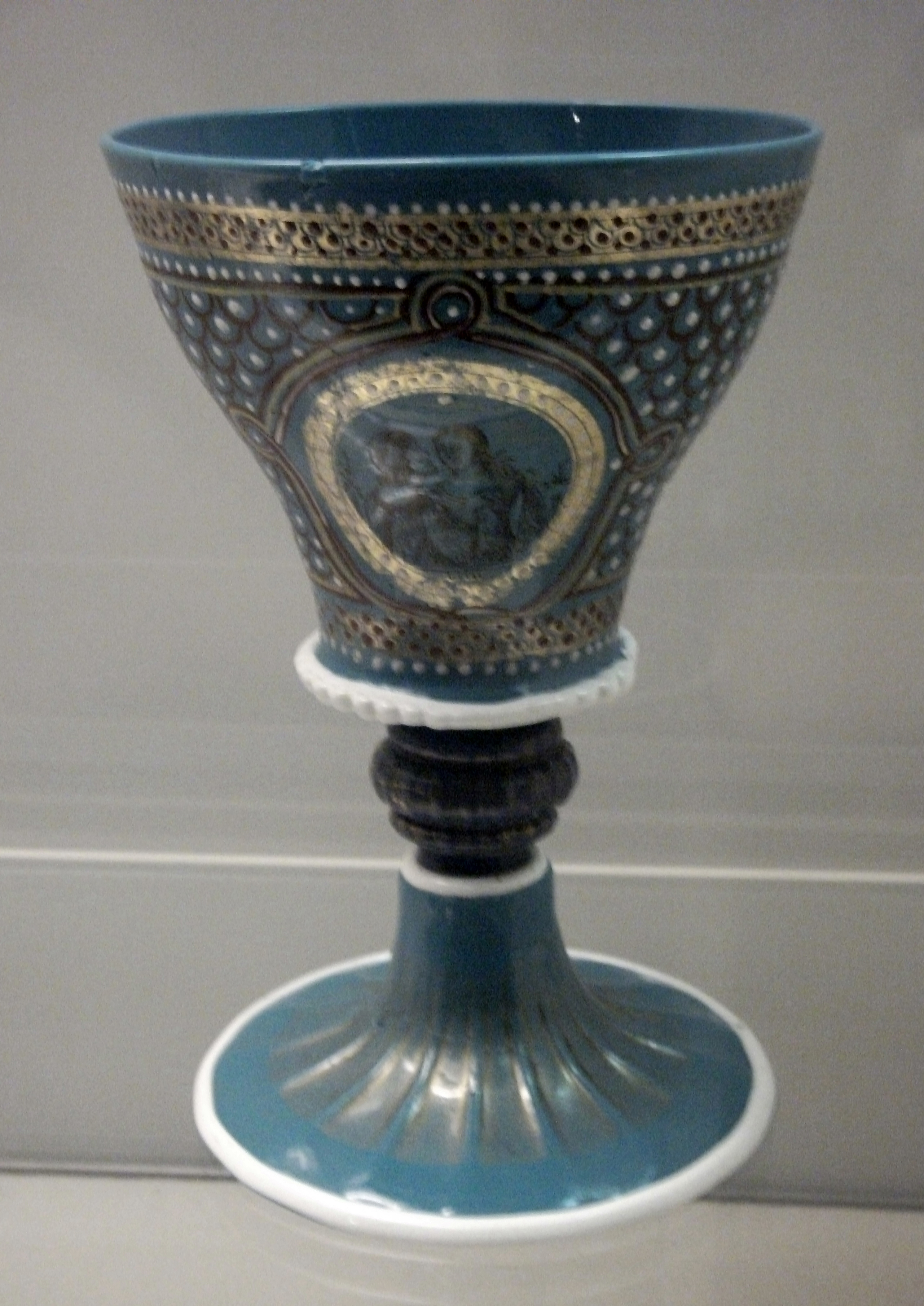
Coppa in vetro turchese opaco con smalti dipinti (WB.55)
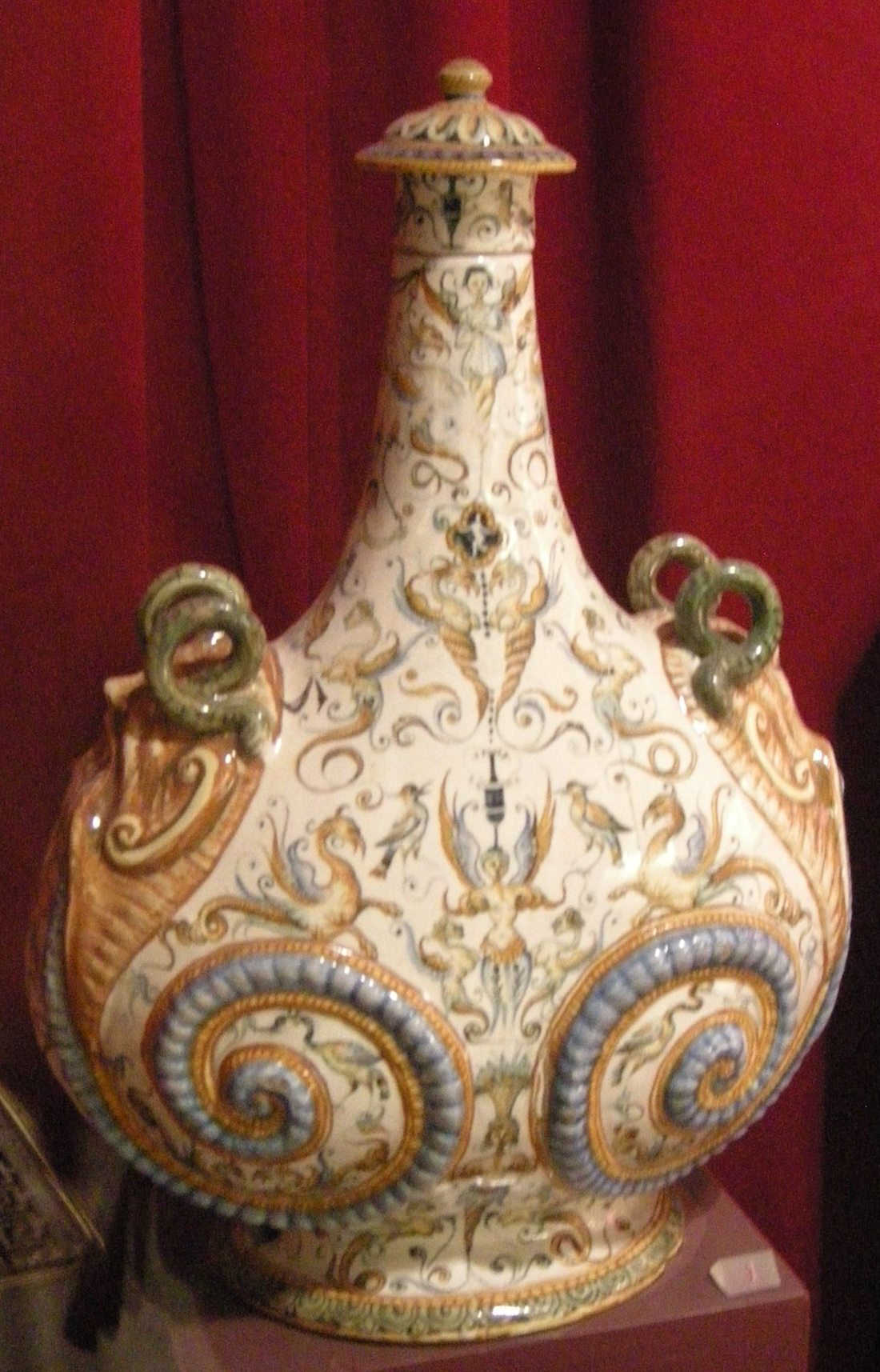
Bottiglia in maiolica del pellegrino, 1560–70
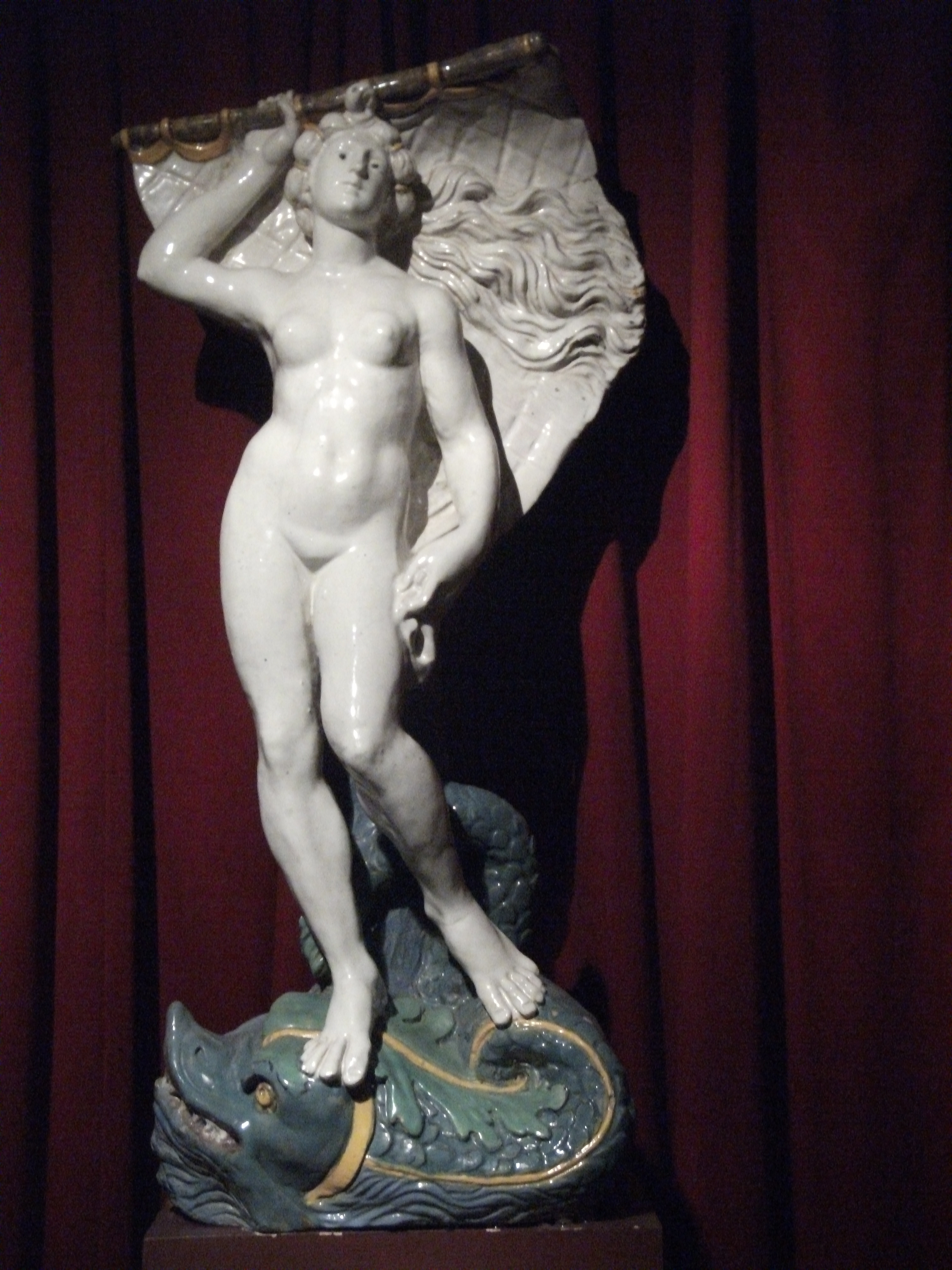
Fortuna su un delfino, maiolica, Firenze, 1500–10
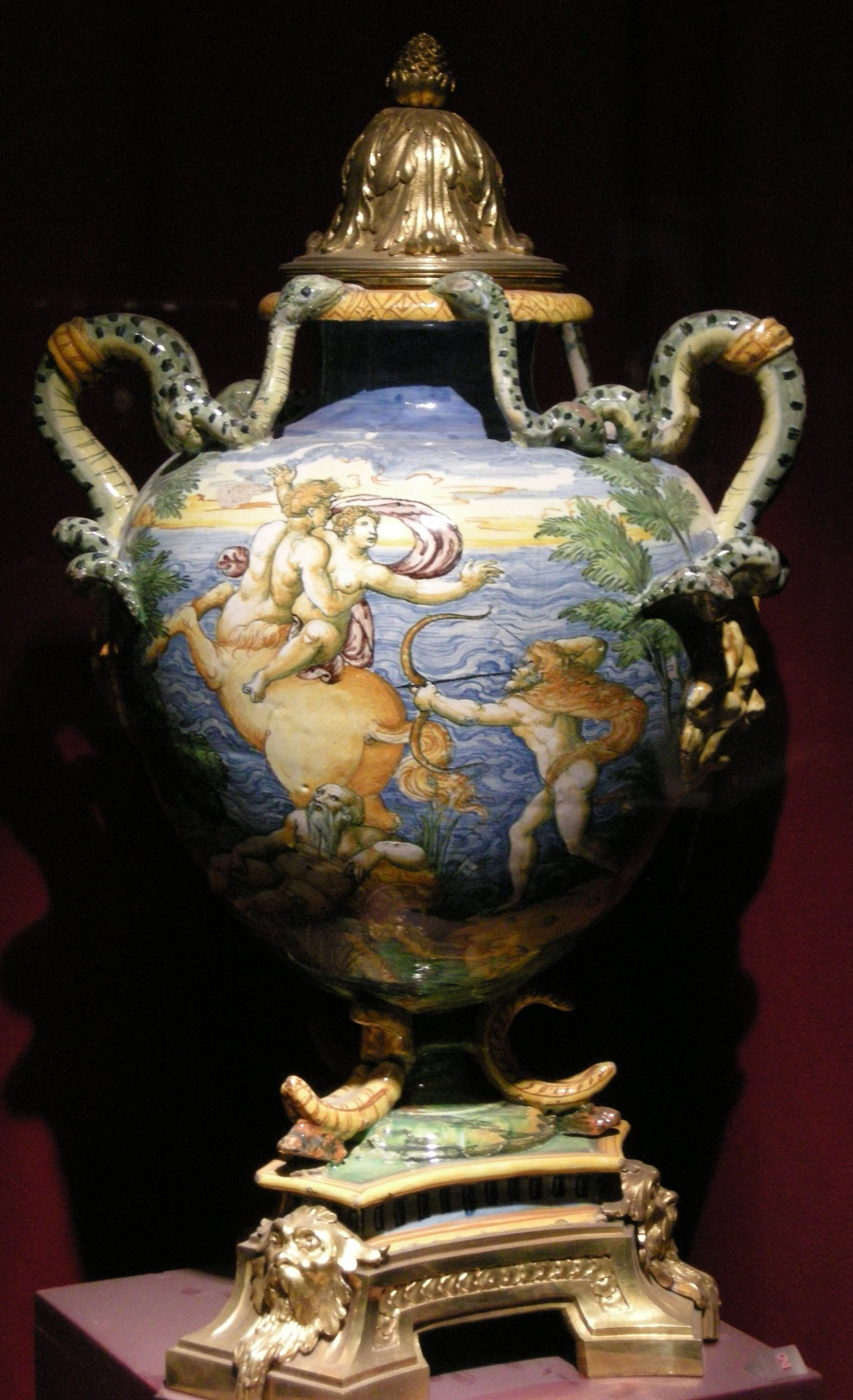
Uno dei vasi di maiolica di Horace Walpole, 1565–71, con montatura parigina

## Altra tipologia di oggetti
La collezione comprende una serie di altri oggetti, tra cui alcuni fucili, spade e attrezzature militari o da caccia. C'è anche un "calendario di caccia" tedesco in ottone con diverse foglie sottili che si aprono. Queste includono linee incassate riempite di cera, permettendo al cacciatore appassionato di registrare i suoi sacchi di prede suddivisi per lupo, orso, cervo, cinghiale o coniglio, e le prodezze dei suoi cani. C'è un piccolo armadietto con 11 cassetti (più altri segreti) realizzato come una facciata classica, o forse un palcoscenico teatrale con scenografie. La decorazione è in gran parte in ferro battuto ed è opera milanese del XVI secolo.
Oltre alle antiche sculture in legno di cui sopra, il lascito comprende una serie di piccoli ritratti rinascimentali prevalentemente tedeschi scolpiti in legno, sia in rilievo che a tutto tondo. Questi sono di altissima qualità e includono due busti in miniatura, realizzato da Conrad Meit, di Filiberto II di Savoia, che morì giovane prima della realizzazione del busto, e della sua moglie asburgica, Margherita d'Asburgo. Ci sono anche alcuni ritratti a medaglione in pietra molto tenera, con dettagli minuziosi, e una scena allegorica attribuita a Peter Flötner.

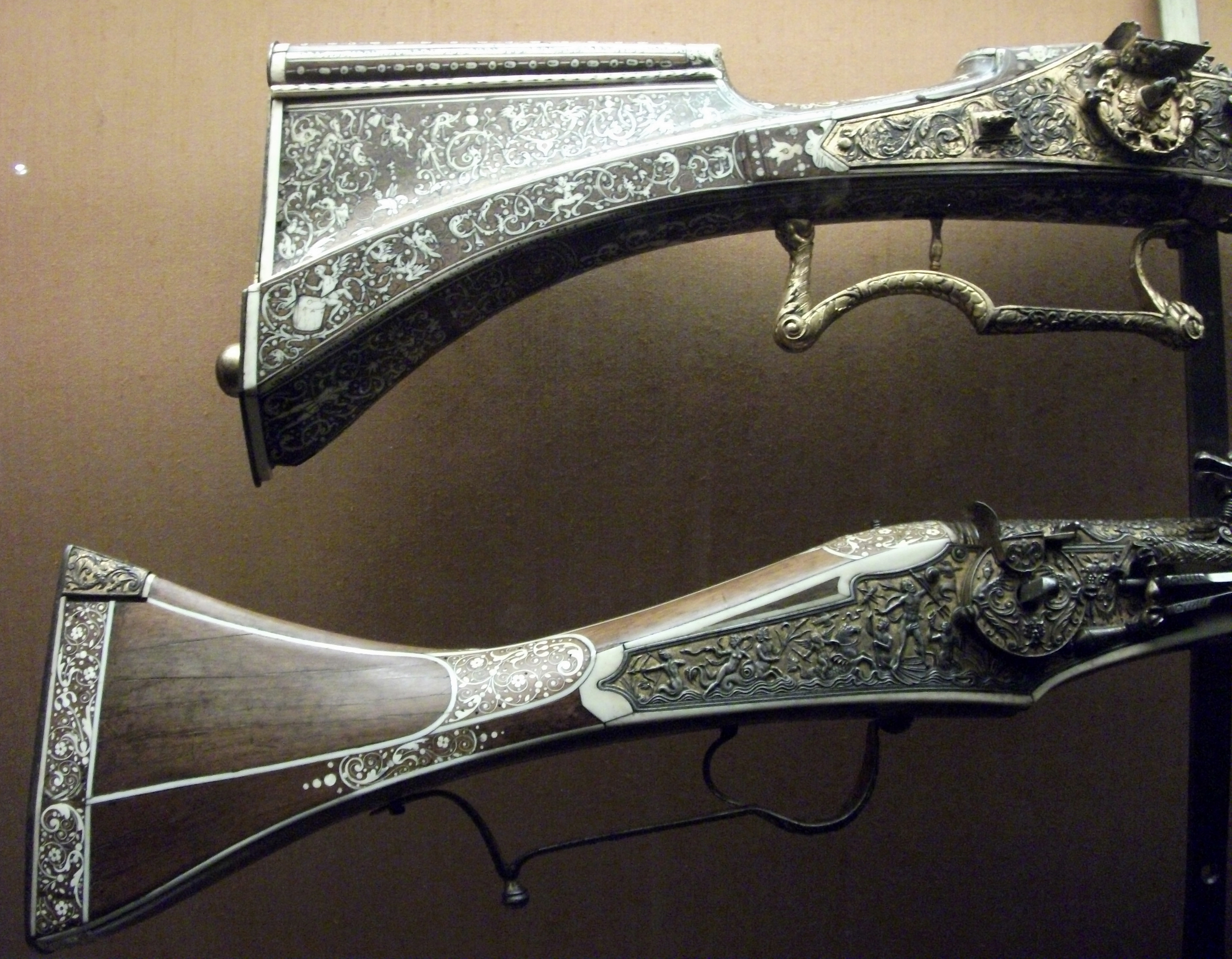
Calci di due fucili tedeschi
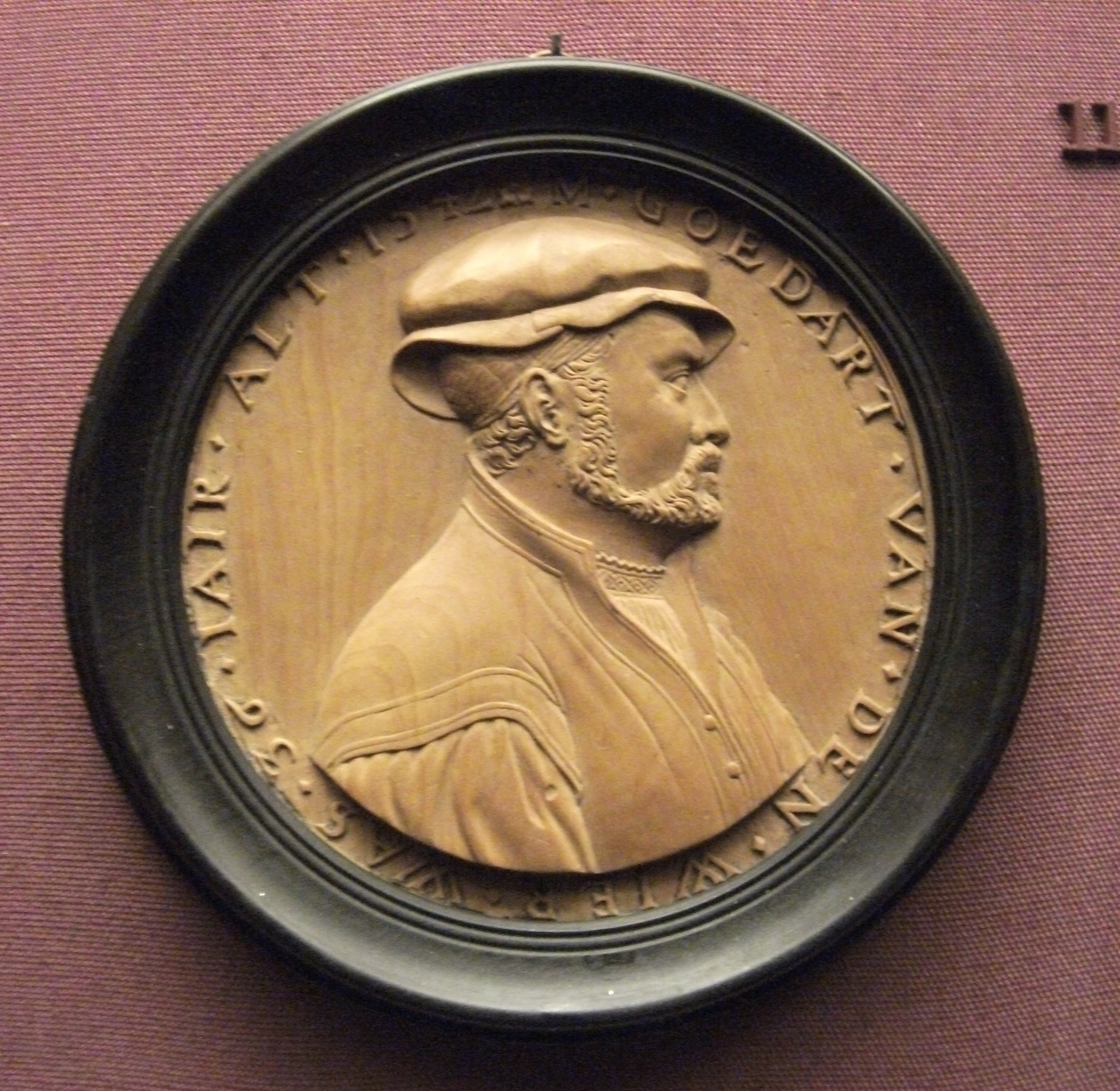
Miniatura in legno, Germania, 1544
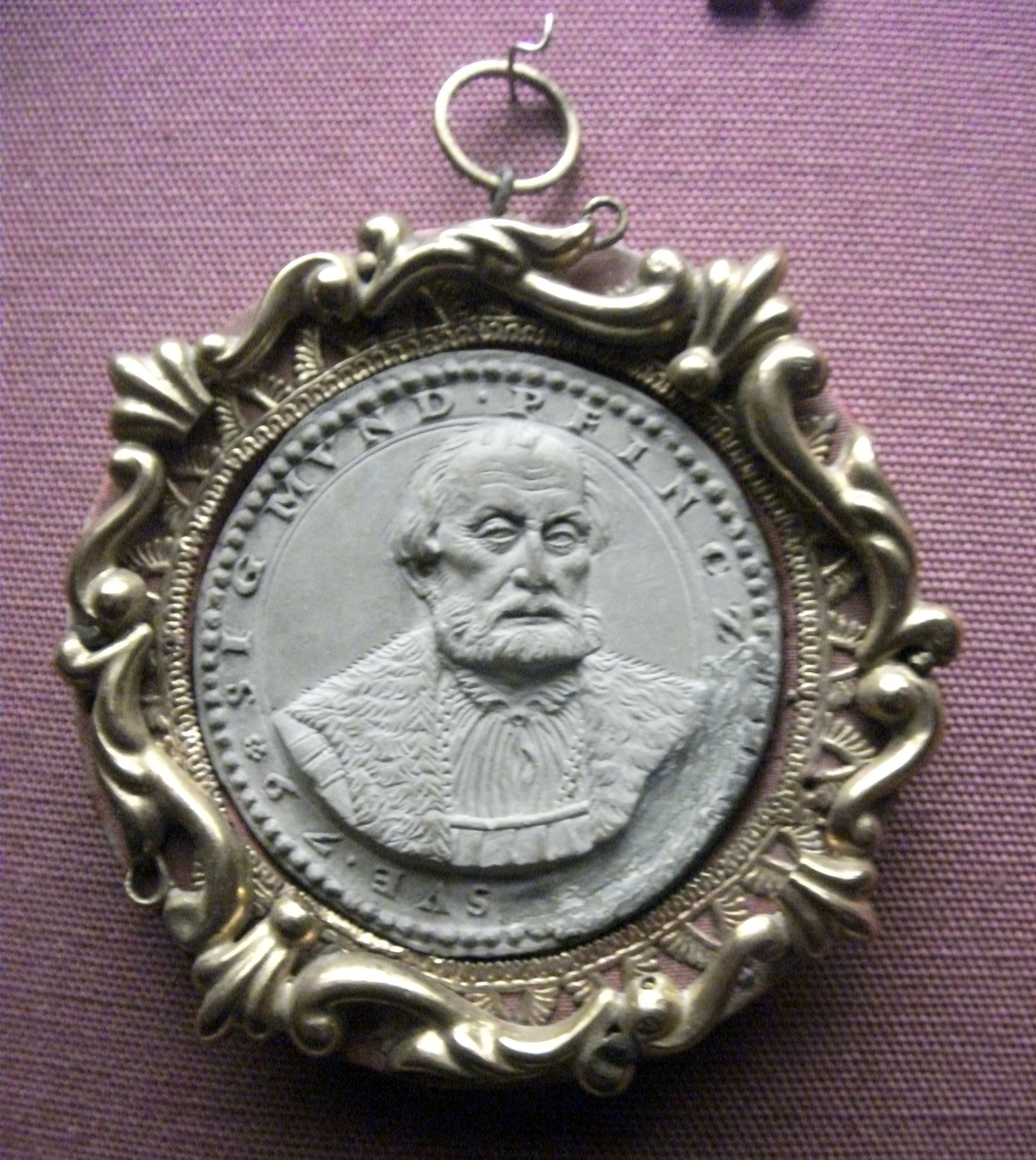
Ritratto miniatura in pietra, 1544, Sigmund Pfinzing, all'età di 79 anni, WB.255
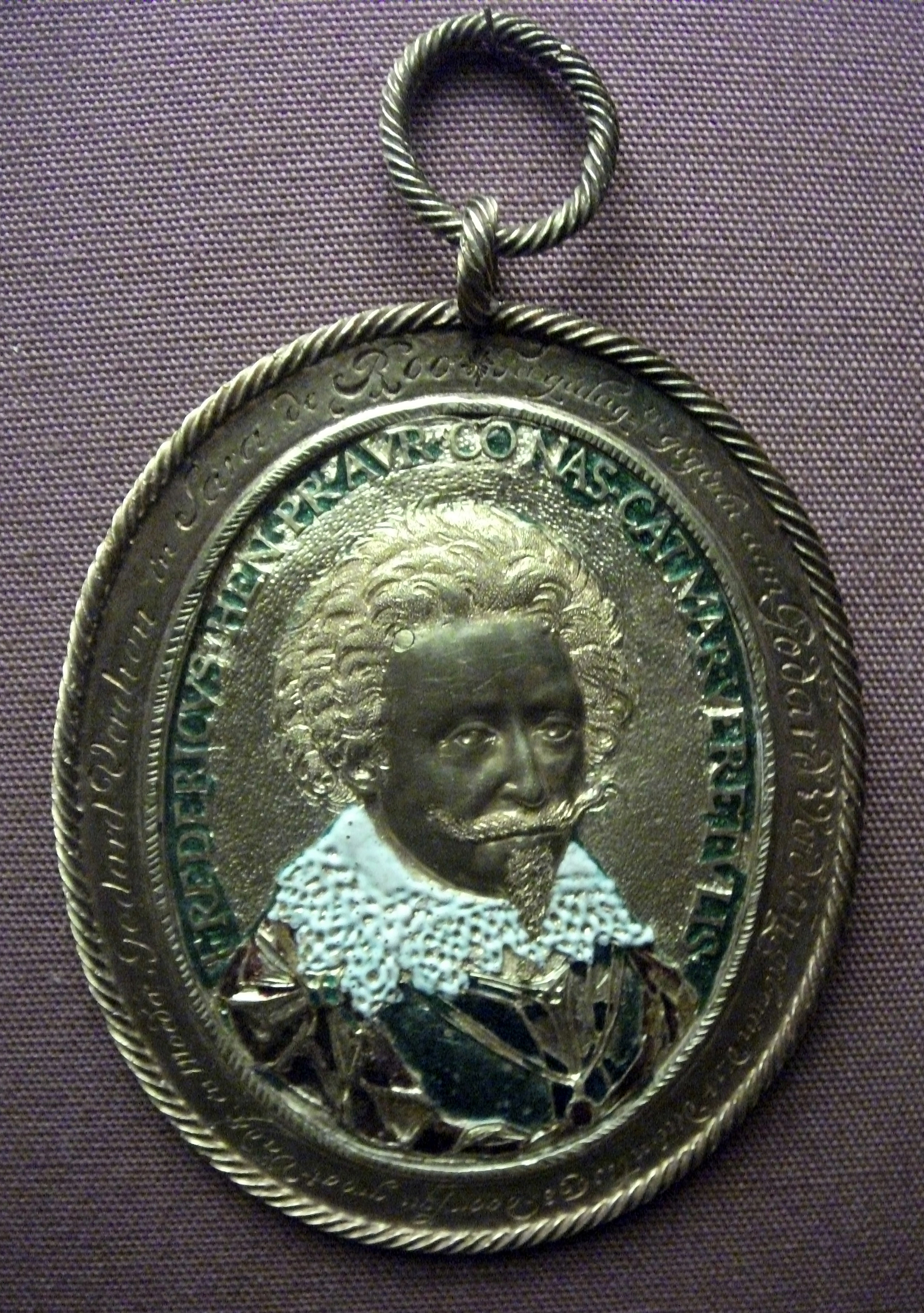
Miniatura in oro con smalti, Federico Enrico d'Orange, 1627, WB.173

## Falsi e attribuzioni riviste

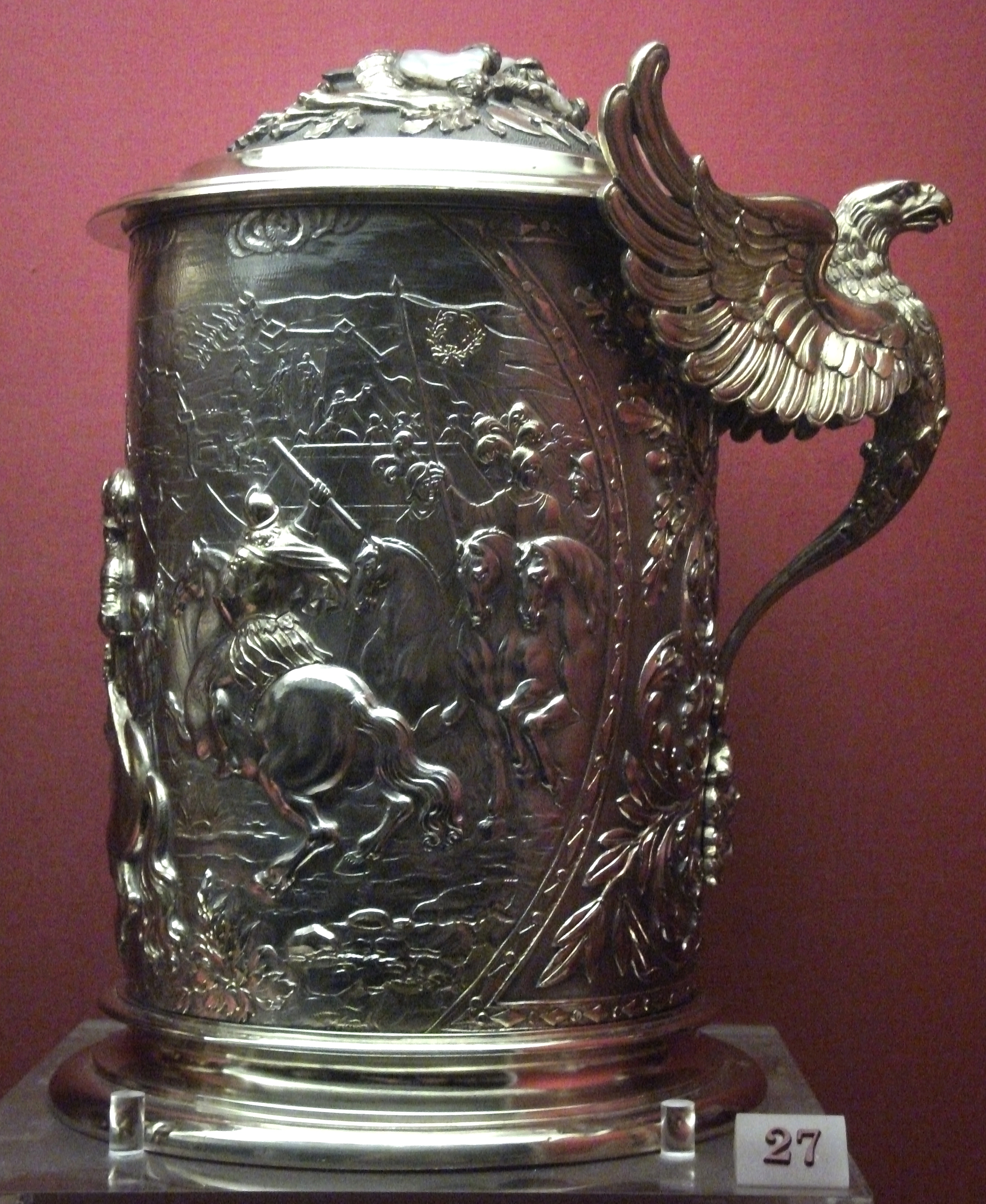
Boccale d'argento, un tempo chiamato olandese del tardo XVII secolo, ora "Berlino, 1826–1875 (?)"; WB.130

Qualsiasi collezione realizzata prima del XX secolo (e molte successive) contiene probabilmente pezzi che non possono più sostenere le loro attribuzioni originali. In generale si può dire che il lascito di Waddesdon abbia retto bene in questo senso, e il rapporto più significativo con la contraffazione è stato quello di beneficiare la collezione. Nel 1959 fu confermato che il reliquiario del Sacra Spina di Waddesdon era stato nella "camera del tesoro" di Vienna dal 1677 in poi. Rimase a Vienna fino al 1860, quando apparve in una mostra. Qualche tempo dopo fu inviato per essere restaurato da Salomon Weininger, un mercante d'arte con accesso a esperti artigiani, che segretamente ne fece un certo numero di copie. Fu in seguito condannato per altri falsi e morì in prigione nel 1879, ma non si era ancora reso conto di aver restituito una delle sue copie del reliquiario alle collezioni imperiali invece dell'originale, e in seguito vendette l'originale, che ora è nel lascito. Una delle copie è rimasta nella Tesoreria ecclesiastica della corte imperiale degli Asburgo a Vienna, dove l'inganno rimase rimasto nascosto per diversi decenni.
Nel XIX secolo un certo numero di oggetti erano soggetti in particolare a una profonda rielaborazione, combinando alcune parti originali con quelle appena create. Questa era soprattutto una caratteristica di armi e armature, gioielli, e oggetti che combinavano sculture in pietra dura e supporti metallici. Questo è stato fatto principalmente dai rivenditori, ma a volte anche dai collezionisti.
Un altro oggetto con una storia complicata e alquanto incerta è un vaso a due manici in agata con montature in metallo in stile rinascimentale, acquisito, insieme ad altri pezzi simili, alla Waddesdon dal Duca di Devonshire nel 1897 circa, non molto prima della morte del barone Ferdinando. Il catalogo di Sir Hugh Tait del 1991 dice del vaso:
"Origine:
(i) Agata intagliata: "l'autenticità è incerta, dal 1899 vagamente descritta come "antica romana" o "antica", ma recentemente attribuita al periodo tardo romano, c. 400".
(ii) Montatura e coperchio in oro smaltato: "precedentemente descritto come "italiano del XVI secolo" e, successivamente, attribuito a Benvenuto Cellini (1500-71), ora è attribuito alla mano di un copista dell'inizio del XIX secolo - prima del 1834 - forse a Londra."
Come egli stesso descrive, fu Tait a togliere l'attribuzione a Cellini nel 1971.

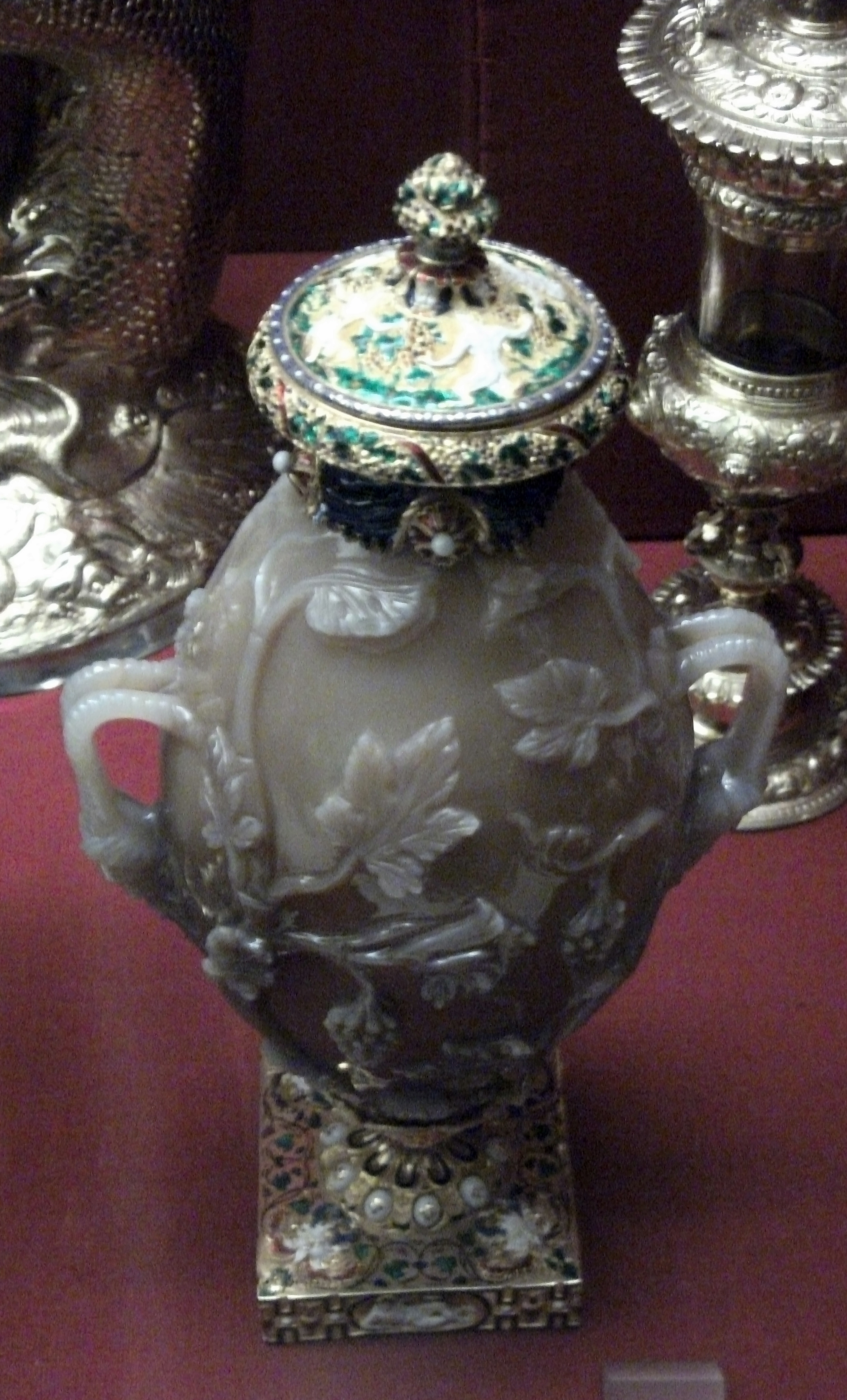
Vaso di agata, probabilmente romano, con montatura successiva

In una collezione di oggetti in metallo del Rinascimento Benvenuto Cellini (1500-71) rappresenta la massima attribuzione, poiché le sue opere autentiche di oreficeria sono più rare dei dipinti di Giorgione. Nel suo catalogo del 1902 Charles Hercules Read afferma che molti dei pendenti erano stati attribuiti a Cellini, ma si asteneva dall'approvare le attribuzioni. Una piccola campanella d'argento (WB.95) appartenuta a Horace Walpole, che la lodava in modo stravagante in una lettera come "l'unica cosa" al mondo, una campana d'argento per un calamaio realizzato da Benvenuto Cellini. si crede a tutti gli encomi stravaganti che concede a se stesso, anzi lo è anche il suo Perseo. Beh, la campana "mia" è di ottimo gusto, ed è sciamata da bruchi, lucertole, cavallette, mosche e maschere, che vorresti prendere è per una delle piaghe dell'Egitto, sono tutte "in altissimo", anzi "in out-issimo relievo" eppure quasi invisibili ma con un bicchiere: un tale fogliame, tale frutto! " Tuttavia il barone Ferdinando si rese conto che era più probabile che fosse Wenzel Jamnitzer, orafo del Imperatore Rodolfo II, a cui è ancora attribuito. small silver hand-bell (WB.95) had belonged to Horace Walpole, who praised it extravagantly in a letter as "the uniquest thing in the world, a silver bell for an inkstand made by Benvenuto Cellini. Credeva a tutti gli encomi stravaganti che faceva a se stesso, anzi era persuaso che lo fosse anche il suo Perseo. Bene, la "mia" campana è di ottimo gusto, ed è brulicante di bruchi, lucertole, cavallette, mosche e maschere, che la prenderesti per una delle piaghe d'Egitto. Sono tutti in altissimo, anzi  in out-issimo relievo  eppure quasi invisibili se non con una lente. Tale fogliame, tale frutto! Tuttavia il barone Ferdinando si era reso conto che era più probabile che fosse di Wenzel Jamnitzer, orafo di Rodolfo II d'Asburgo, a cui è ancora attribuito. Un altro pezzo non più attribuito a Cellini è un grande batacchio di bronzo, con una figura di Nettuno, alto 40 cm e di oltre 11 chili.
Una categoria del lascito che ha visto diverse disattribuzioni sono i 16 pezzi e le serie di posate altamente decorate (WB.201-216). Read datò nessuno di questi pezzi successivo al XVII secolo, ma nel database del British Museum nel 2014 alcuni sono stati datati al XIX secolo, e sono creazioni recenti fraudolente al momento in cui entrarono a far parte della collezione, alcuni realizzati da Reinhold Vasters. Sono stai sollevati dubbi anche su una tazza di vetro con coperchio che porta la data 1518 (WB.59), che potrebbe in realtà essere del XIX secolo. Otto pezzi di lastre d'argento sono stati ridimensionati al XIX secolo da Hugh Tait e anche alcuni dei gioielli.

## Mostre

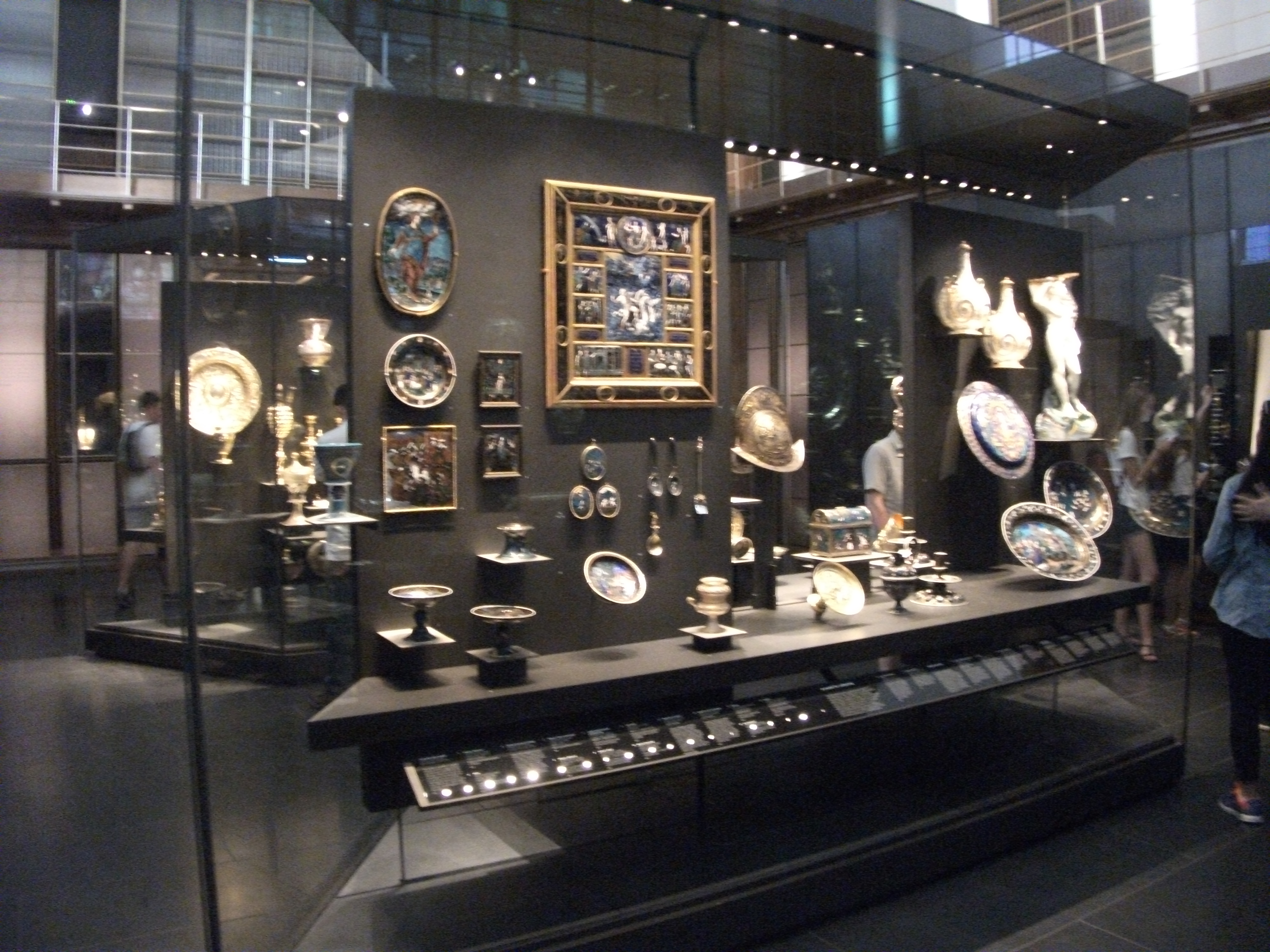
La Waddesdon Bequest riallestita alla Galleria 2a dal giugno 2015.

La Bequest venne esposta al British Museum dal 9 aprile 1900, nella Sala 40, che oggi contiene le ultime esposizioni medievali. Un catalogo illustrato di Charles Hercules Read, che aveva sostituito Franks come custode delle antichità britanniche e medievali, venne pubblicato nel 1902. Le fotografie del catalogo mostrano una tipica esposizione museale del periodo, con casse in legno e vetro distanziate tra le pareti e al centro della sala, la seconda su due livelli. Nel 1921 fu trasferita nell'ala nord.
Nel 1973 la nuova ambientazione nella Sala 45 mirava a "creare un elemento di sorpresa e meraviglia" in un piccolo spazio, dove gli oggetti erano illuminati ed esposti in un ottagono esterno di custodie a muro, e uno interno di pareti divisorie, fino al soffitto basso e impostato con vetrine poco profonde, alcune visibili da entrambi i lati. Al centro il reliquiario della Sacra Spina occupava un mobile a colonna.
La nuova sala al piano terra nella parte anteriore del museo, inaugurata nel giugno 2015, riporta la Bequest in uno spazio più ampio e in un ambiente più aperto. Si trova nella parte più antica dell'edificio e alcuni accrescimenti successivi nella stanza sono stati rimossi come parte della nuova installazione. Il progetto è stato curato dall'architetto Stanton Williams e il progetto ha ricevuto finanziamenti dalla Fondazione Rothschild.